# Петергоф (палацово-парковий ансамбль)

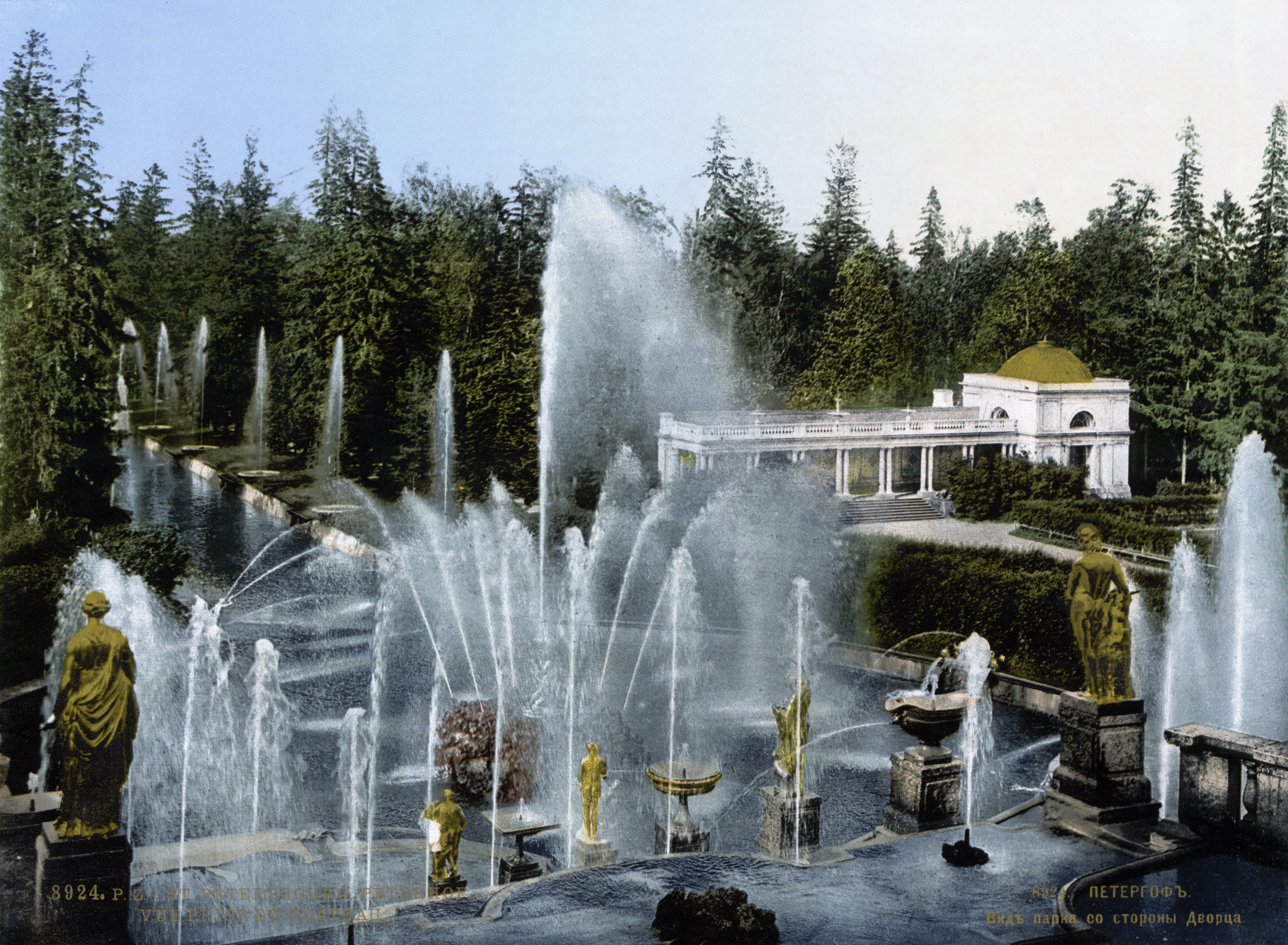

Петергоф (палацово-парковий ансамбль) (нім. Peterhof Петровський двір, двір царя Петра) — музейний комплекс палаців і парків 18—19 століть на відстані 29 кілометрів від Санкт-Петербурга.
З 1944 по 1997 роки місту змінили німецьку назву з Петергоф на Петропалац. Історична назва Петергоф повернута 1997 року.

## Передумови і Стрільна

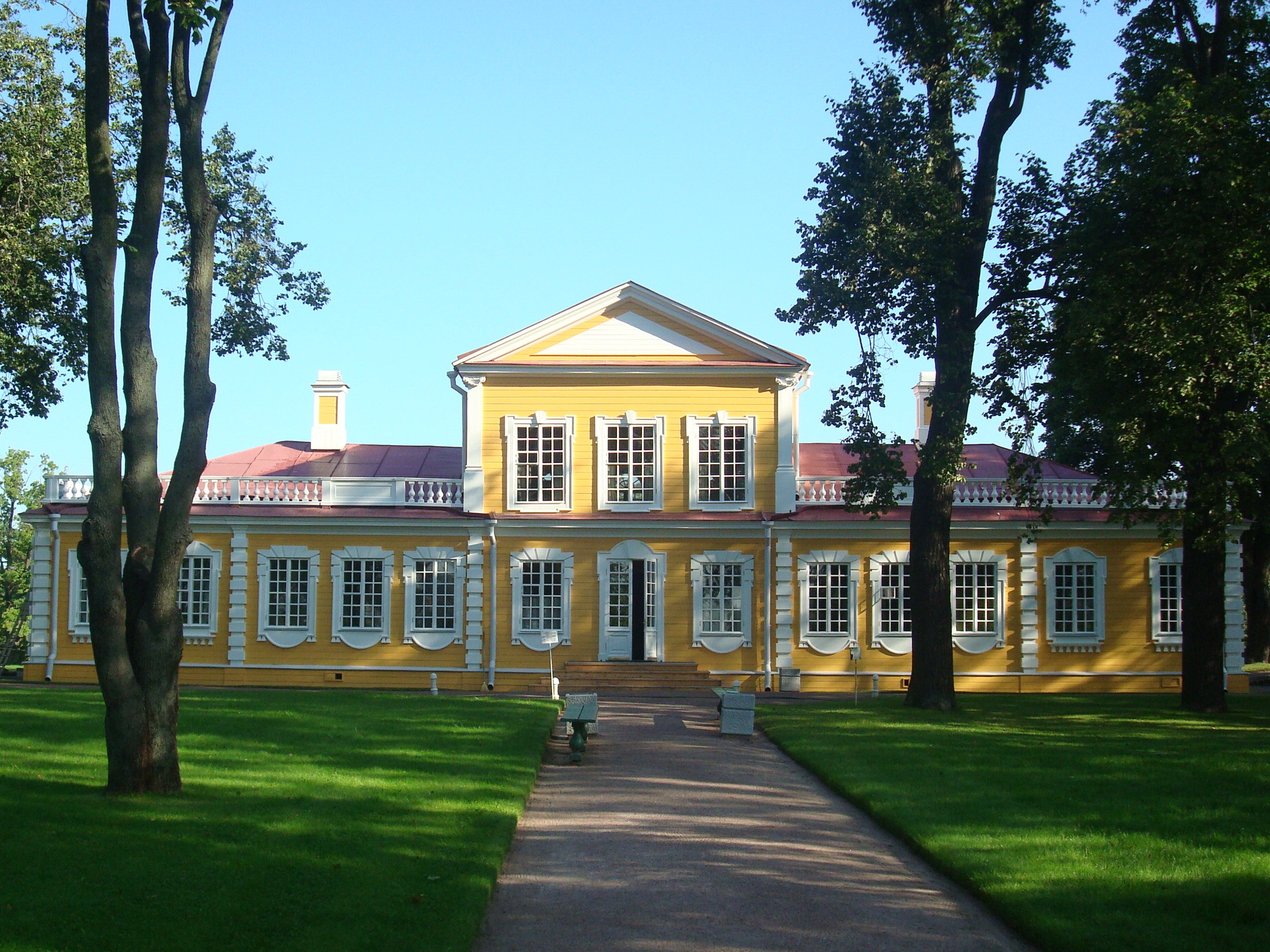
Подорожній палац для царя в Стрільні. Реставраційна копія споруди

Створенню парадної царської резиденції в Петергофі передувала спроба створити резиденцію в містечку Стрєльна на південному березі Балтійського моря. Там була знайдена відповідна ділянка з пагорбом, на якому і заклали величний царський палац. Пласка ділянка землі до моря використана для створення трьох каналів і велетенських розмірів саду бароко. На місцевій річці спорудили млини для розпилки колод, а неподалік — дерев'яний, подорожній палац для царя. Тодішня мода на все італійське спонукала використати проєкти саме італійських архітекторів і садівників. До створення резиденції відразу залучили батька і сина Растреллі — італійців, запрошених з Франції на службу до царя Петра І. Мінливий в рішеннях, не завжди психічно стабільний цар волав розкішну резиденцію з палацом і парком, не гіршим за Версаль. Тому відсторонив від керування Карло Бартоломео Растреллі, а проєкт палацу доручив італійцю Себастьяну Чіпріані. Розкішний проєкт Чіпріані, доволі чудернацький, не задовольнив примхливого царя, як не задовольнив і стриманий, орієнтований на зразки французького класицизму 17 століття проєкт Олександра Леблона. Кінець кінцем палац доручили римському архітектору Ніколо Мікетті. Але тривалі події і надто довге завершення Великої Північної війни так виснажили царя, що він охолонув до створення резиденції в Стрєльні і переніс її створення в Петергоф, що був навпроти Кронштадту і трохи далі від Петербургу.

## Етапи створення
- Петровський період
- Єлизаветинський період
- доба імператриці Катерини II
- ансамбль в 19 ст.
- період між двома світовими війнами
- відновлення поруйнованого ансамблю
- на початку 21 ст.

## Петровський період

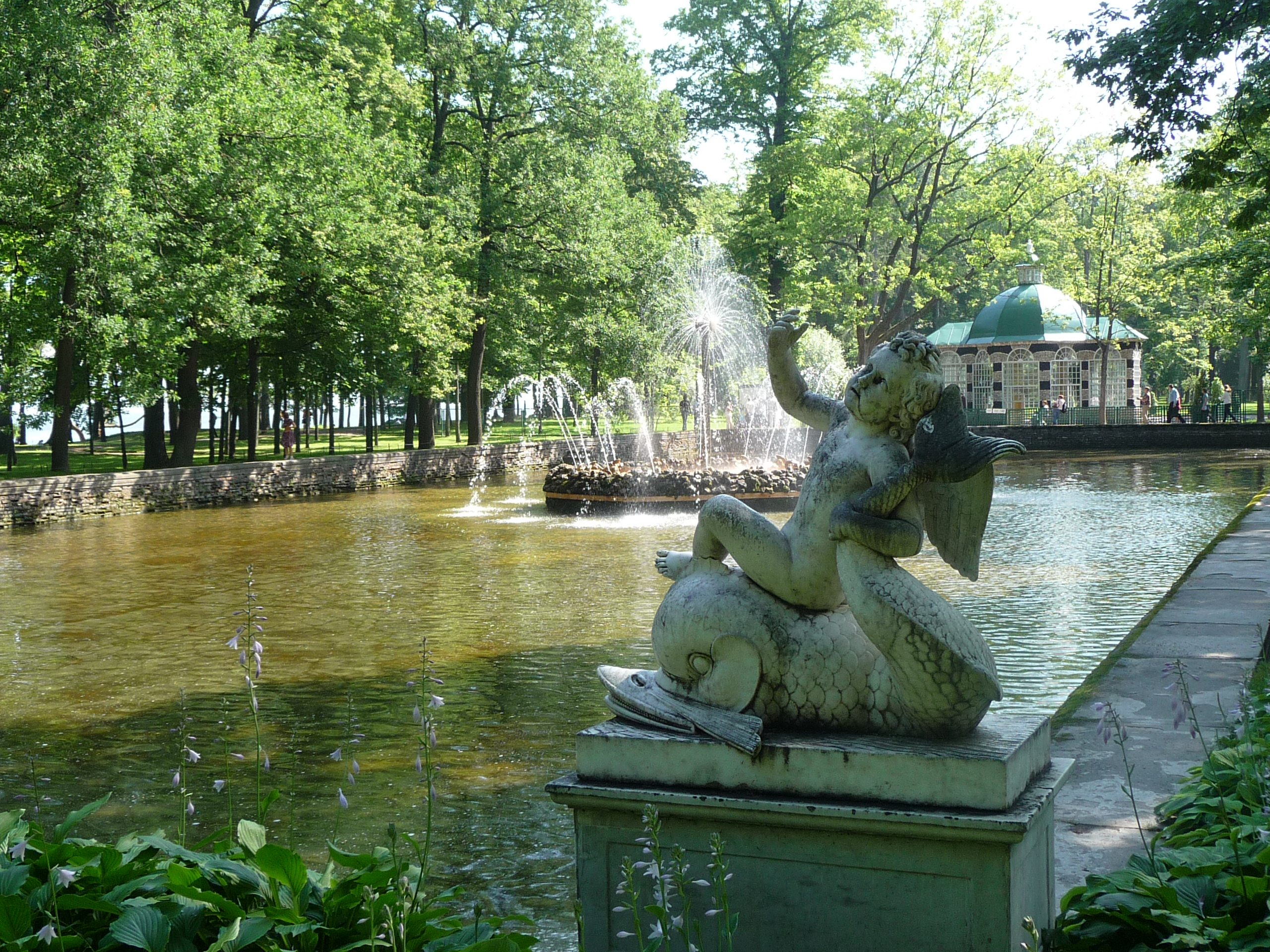
Басейн, фонтан «Сонце», Вольєр і скульптура «Путті на дельфіні»

Ні Петербург, ні Стрельна, ні Петергоф — не мали і не мають фортечних укріплень, бо знаходились під неупинним захистом Кронштадту і військового флоту Росії. Від Петербурга до Петергофу цар роздав земельні ділянки вельможам і прибічникам з наказом створити заміські палаци і сади. Зразки іншим подавали сам цар і генерал-губернатор Петербурга — Меншиков Олександр Данилович.
Характер Петра I, настояний на протиріччях і несподіванках, відбився і на забудові в Петергофі. З одного боку — це парадна, царська резиденція європейського зразка, з другого — маленька садибка особи, що полюбляла невеликі садочки і низькі і теплі кімнати, де було затишно працювати чи вештатись в халаті і гризти солоні лимони чи огірки, які він полюбляв. Кам'яний палац для царя створили на пагорбі (Верхні палати), за ним — бароковий Верхній сад, а до моря викопали канал з ківшем-гаванцем. Нижній парк також прикрасили всіма тими павільйонами, що притаманні садам бароко — тут і павільйон Ермітаж, і Вольєри для птахів, і Оранжерея, і фонтани-жарти, паркові лави, партери тощо. Це і була парадна резиденція російського монарха.

### Монплезір

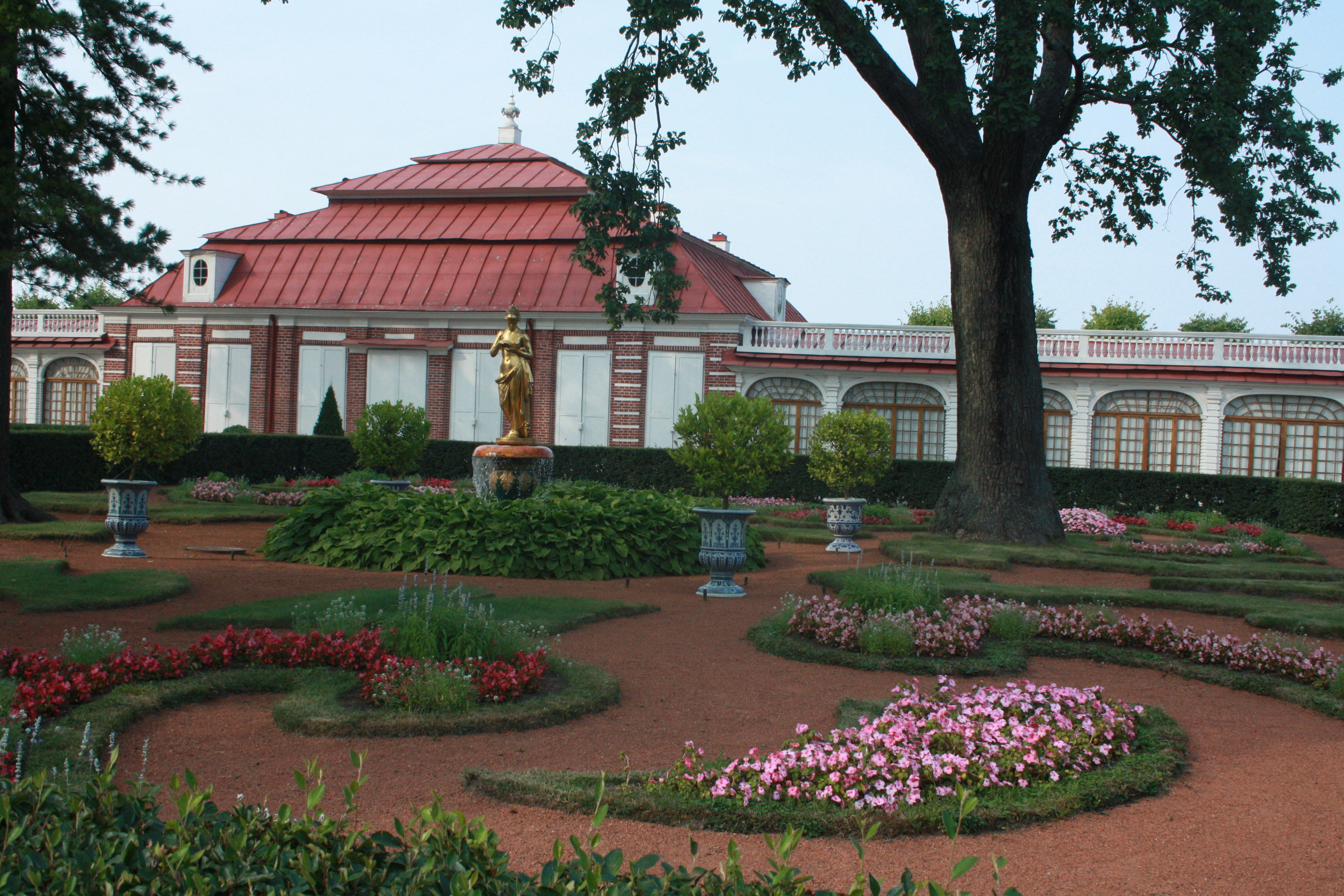
Монплезір і садок в його дворику

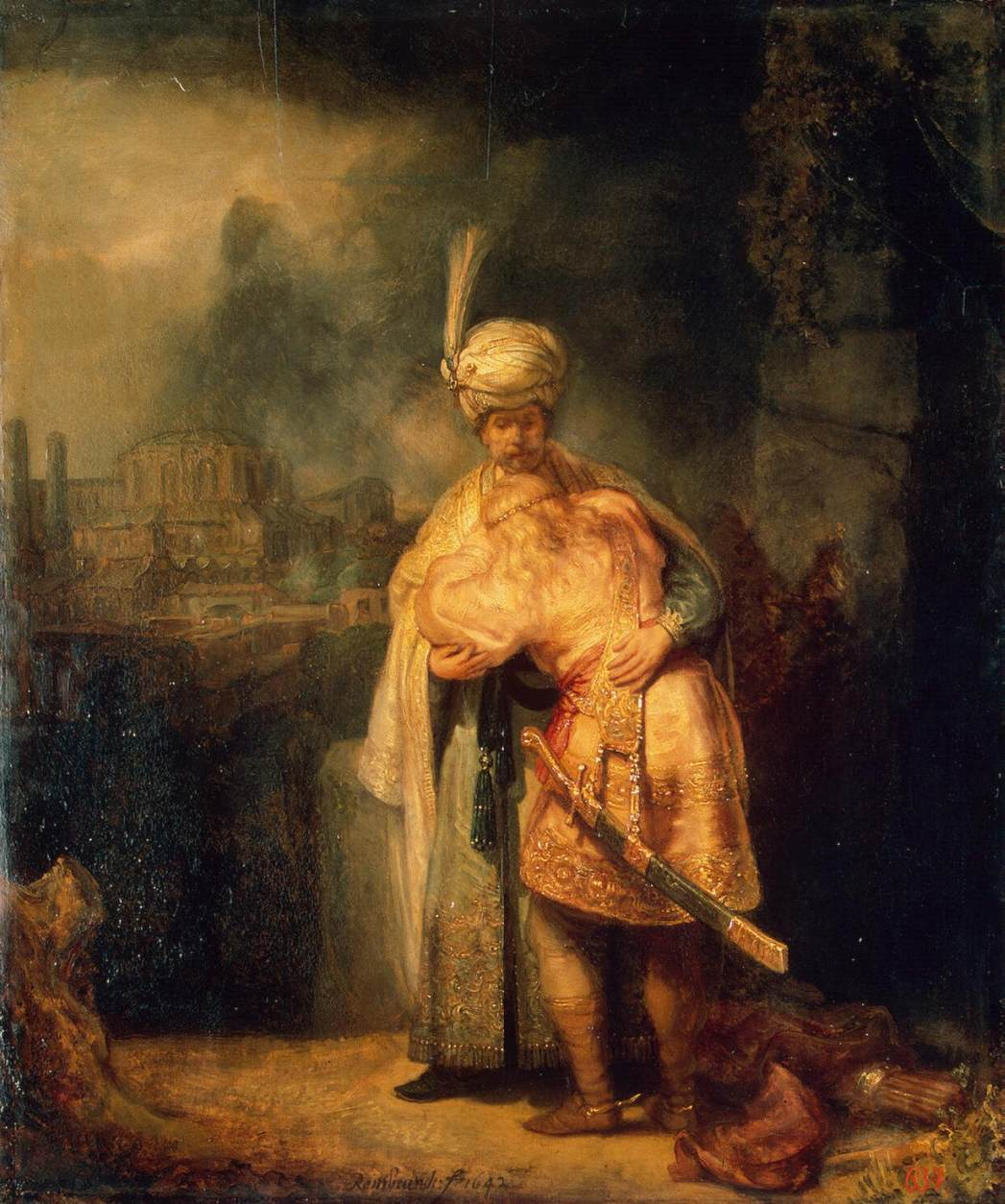
Рембрандт. «Сцена прощання царя Давида і Іонафана»

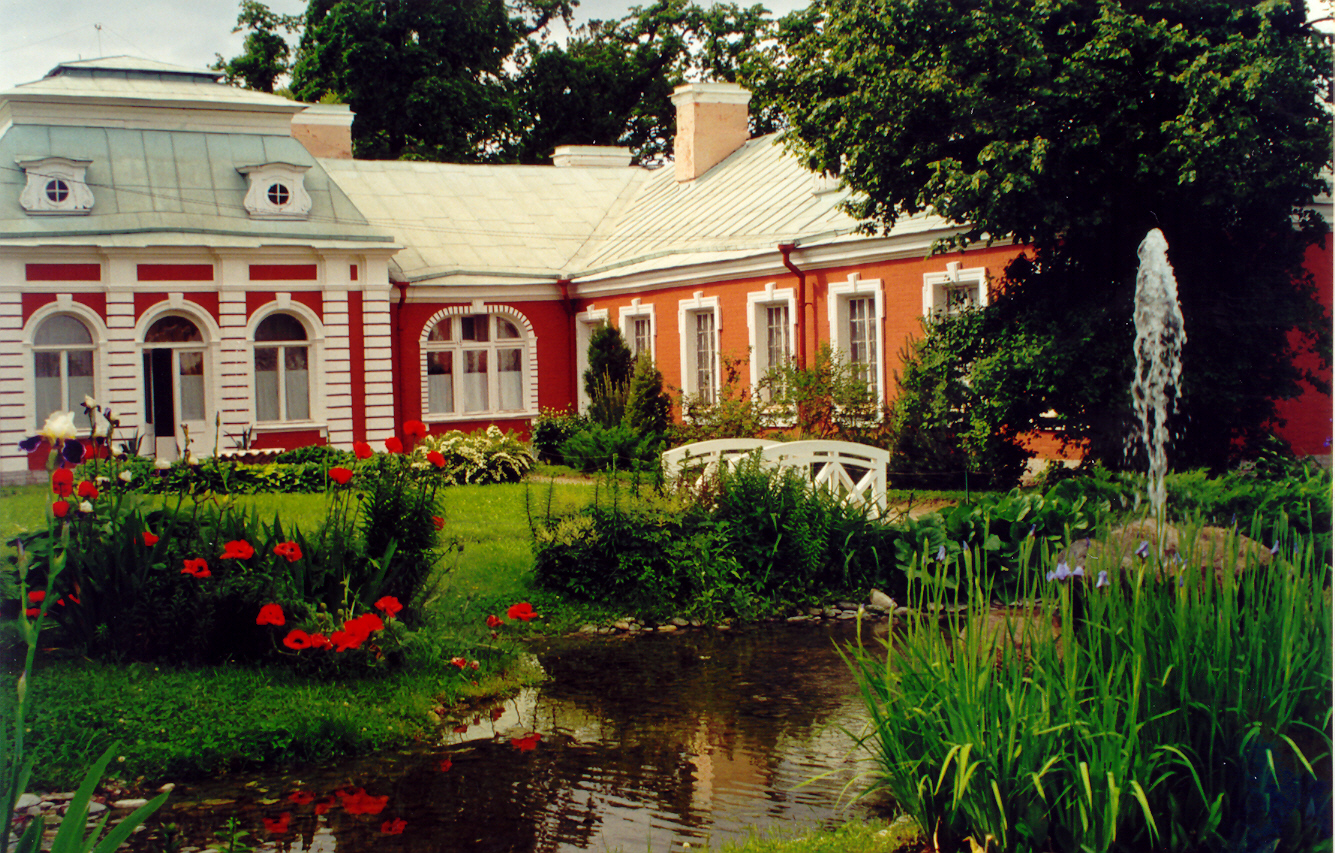
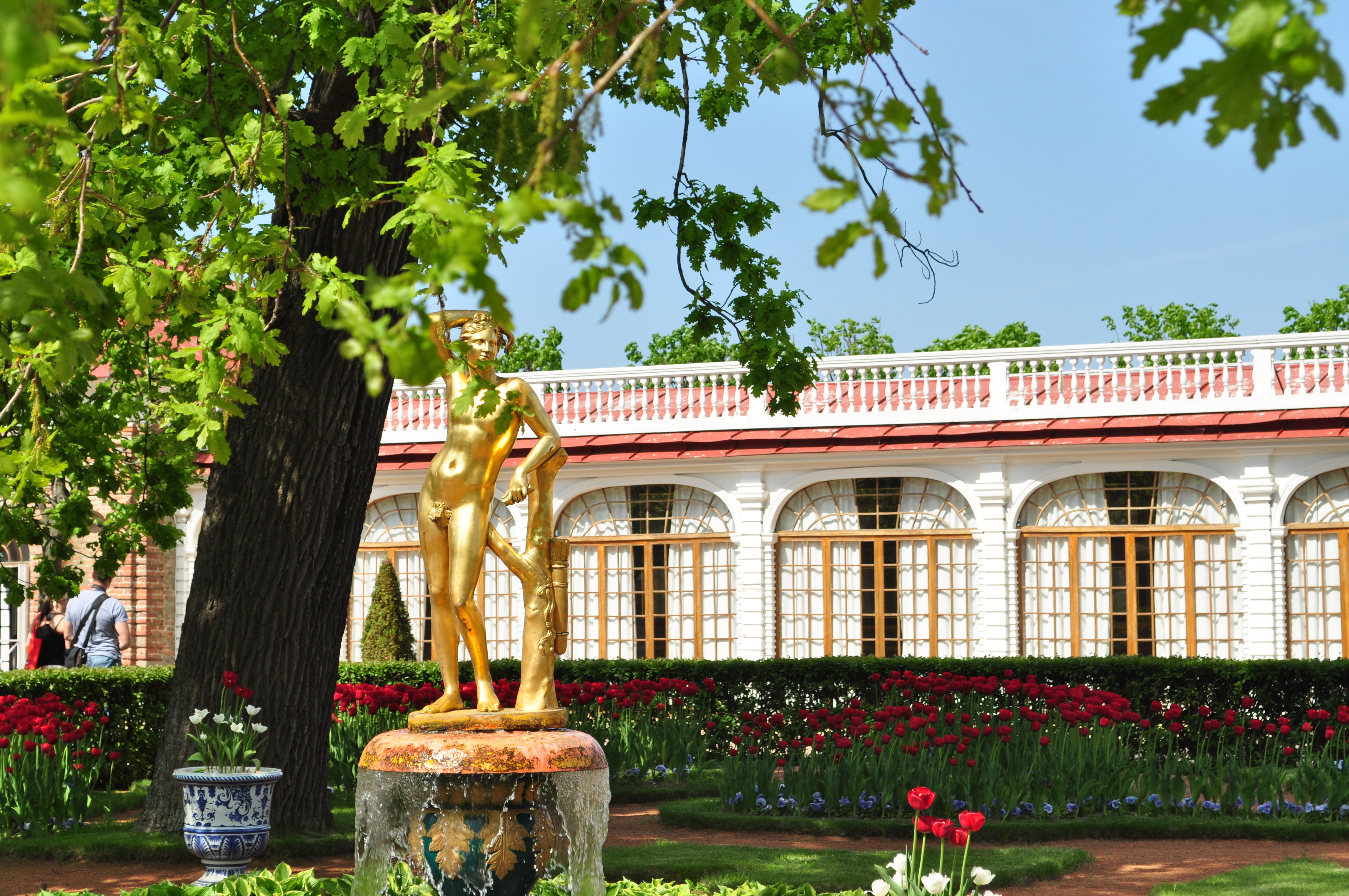
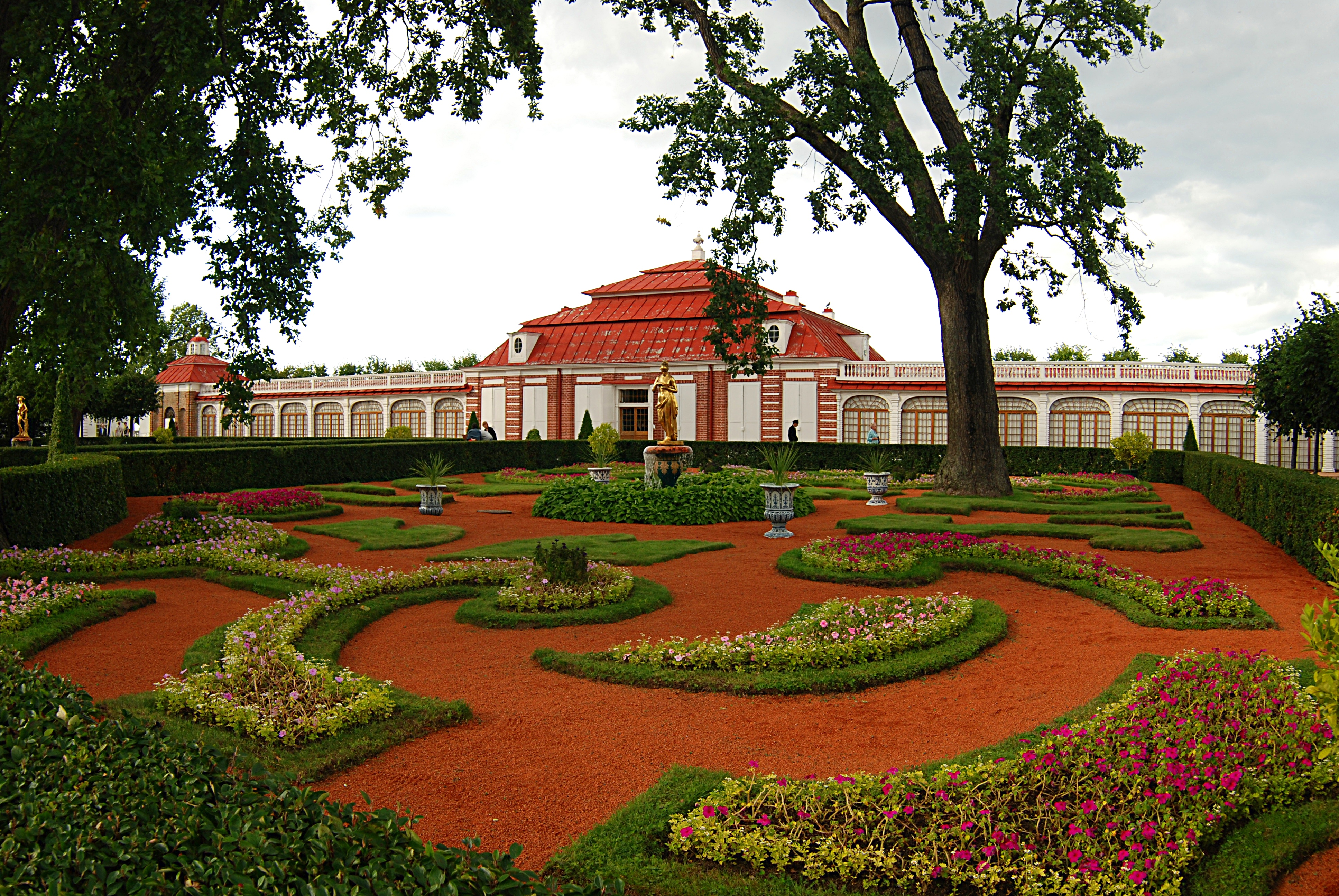

Жити і працювати він перебрався в палацик Монплезір, де створили невеличкий садочок і низькі і теплі кімнати, де було затишно працювати чи вештатись в халаті. Так в одному комплексі поєднались несумісні вимоги царя.
Створення палацика започаткував сам цар, називаючи його «Монплезю» (з французької — «моя насолода»).
Палацик Монплезір створено на штучній терасі на самому березі моря. Будівництво тривало в 1714—1717 рр. З його вікон добре видно море, острів Кронштадт і човни, що прибували в Петергоф.
Споруда з червоної цегли, одноповерхова, з центральним корпусом і довгими галереями, що закінчувались бічними павільйонами. Аркади галерей забрані вікнами з скляними шибками, через які видно садок і фонтани в дворику. Коли в Голландії придбали картини нідерландських майстрів, їх розмістили саме в довгих галереях Монплезіра. Серед них була і перша картина Рембрандта в російських мистецьких збірках — «Цар Давид і Іонафан», придбана 1716 року в Амстердамі. Загальна кількість картин нідерландських майстрів Монплезіра сягала двох сотень (200).
Центральний корпус палацика під бароковим дахом з переломом (за вимогою царя) мав центральну залу і по три затишні кімнати обабіч, всіх сім. Розпланування — винятково ясне і функціональне (Секретарська кімната, Спальня, Морський кабінет, Китайський кабінет, кухня, Буфетна). Підлоги зали і галерей на голландський манер викладені чорними і білими пластинами мармуру, а в кімнатах — паркети. Стіни вкривали дубові панелі з картинами голландських художників та делфтські кахлі. Два кабінети прикрасили лаковими панно та порцеляною Китаю та Японії. Розкіш вбрання має центральна зала, в декорі якої — живопис, орнаментальне ліплення і скульптура, камін, голландські кахлі, коштовні ткані і меблі, художні плафони.

### Барокові сади Петергофа

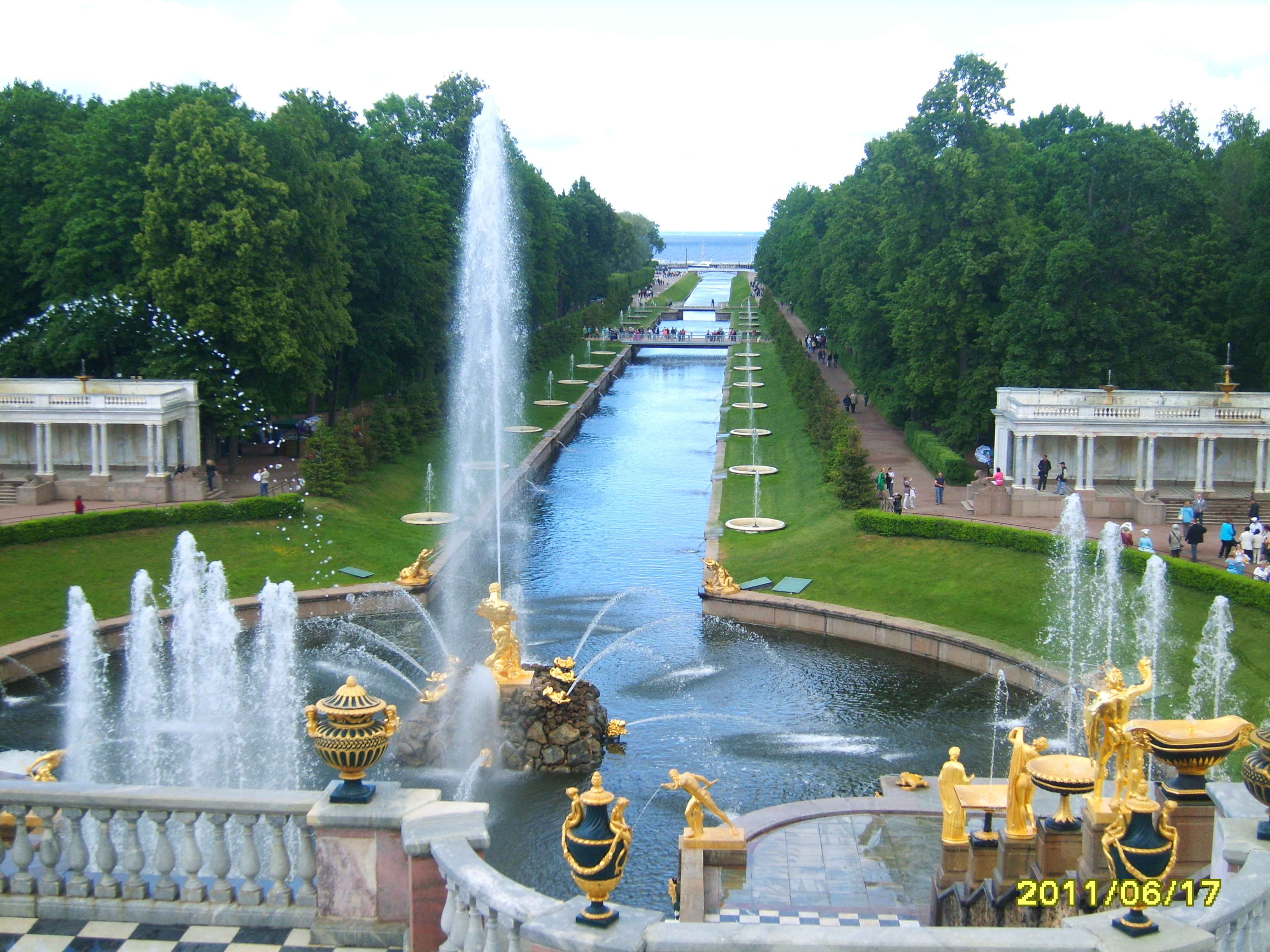
Морський канал, Нижній сад.

Петергоф — перш за все комплекс барокових садів і павільйонів. Для їх створення був запрошений ландшафтний архітектор з Голландії Леонард ван Гарніхфельд, що працював тут в 1714—1728 рр. Сади розплановані на двох терасах — нижій та верхній.
- Нижня тераса має Нижній сад і Венерін сад в його західній частині. Це найбільша ділянка барокових садів парадної резиденції. Сюди був повернутий головним фасадом і невеликий, двоповерховий палац Петра — Верхні палати, і Великий каскад. В нижньому саду розташовані палац Марлі, Золотий каскад, зниклі фонтани-жарти, Морський канал і в східній частині — улюблений палацик Монплезір, поряд з яким — Китайський садочок. Симетрично Золотому каскаду в східній частині розташували — Каскад драконів. Сади нижньої тераси непомітно переходять в лісопарк.
- Верхній сад розташований за палацом на узвишші. Він менший за площею, близько 15 гектарів, а його характер — більш геометричний, регулярність (симетрія) тут головують. В його створенні діяльно брали участь ландшафтні архітектори Леонард ван Гарніхфельд, Олександр Леблон (учень самого Андре Ленотра), Ніколо Мікетті і Й.-Ф. Браунштейн. З трьох боків його оточують паркани з кам'яними стовпами та парадна брама. Менш парадний за першим призначенням, він мав господарські ділянки з фруктовими деревами. Створення фонтанів зі скульптурами і втручання авторитетних Олександра Леблона і Ніколо Мікетті перетворило Верхній сад на парадний і декоративний. Зараз Верхній сад створюють партери, п'ять басейнів з фонтанами, Фрейлінський корпус. Найбільший з фонтанів — «Нептун» в басейні розмірами 92 на 33 метри. Збільшення і перебудови Великого Петергофського палацу, створені архітектором Вартоломеєм Растреллі, відбилися і на характері Верхнього саду. Растреллі (сам непоганий садівник) підсилив його парадність, замінивши дерев'яне риштування, прикрасив золоченими скульптурами і створив кам'яну браму з боку дороги на Петербург, збережену донині. Барокове розпланування Верхнього саду було знищене наприкінці 18 століття в добу моди на пейзажні парки. Спроби відновити сад бароко були розпочаті лише в 1930-ті роки.

### Оранжерея

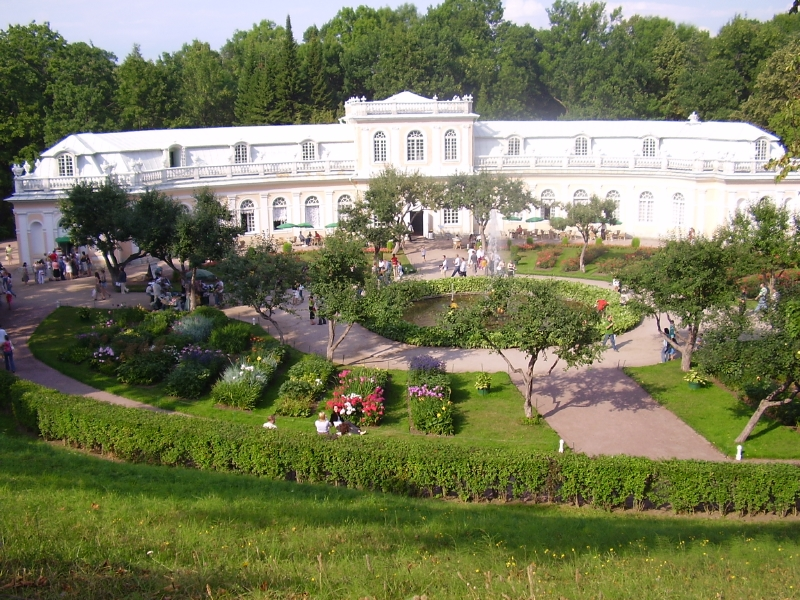
Оранжерея, загальний вигляд

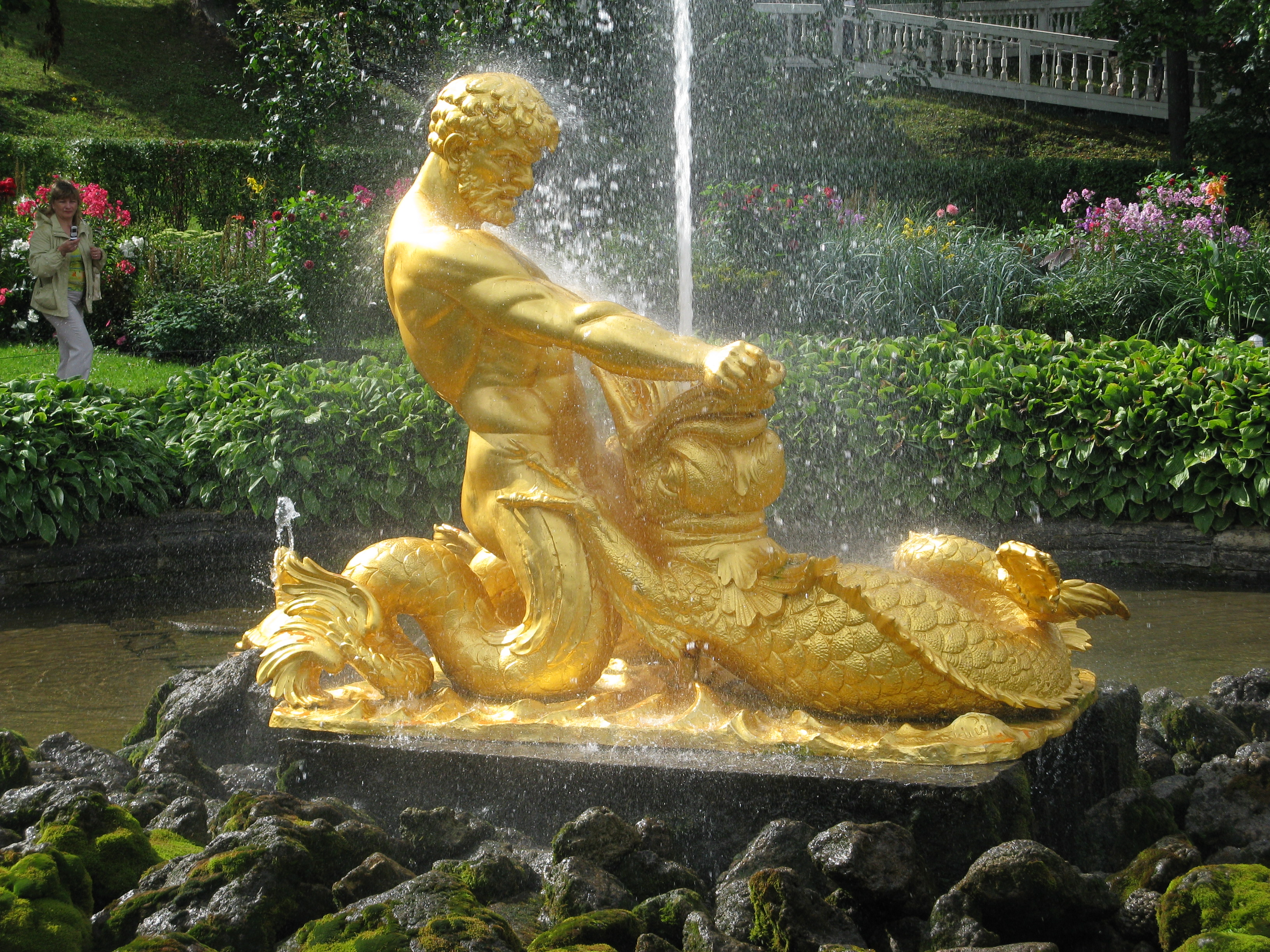
Ск. Карло Бартоломео Растреллі. Фонтанна скульптура «Тритон з морським чудовиськом», відновлена у 1956 р. за старими малюнками (скульптор А. Гуржий)

Велика Парадна оранжерея в Нижньому саду — вирішена як невеликий палацовий ансамбль, що нічим не псував парадного враження поряд з розкішними сусідніми спорудами. Несиметрична ділянка дещо виправлена бароковим розплануванням, де на центральній осі створено саму оранжерею, фонтан з золоченою скульптурою і велетенський погріб, прихований в пагорбі. Ймовірно, автором проєкту був італієць Ніколо Мікетті. Реалізацію проєкту в 1722—1729 рр. доручили архітекторам німцю Й-Ф. Браунштейну, що прибув в Петербург разом з уславленим Андреасом Шлютером та росіянину Земцову Михайлу Григоровичу.
Напівциркульний корпус оранжереї нічим не нагадував споруду службового призначення. Фасад має всі ознаки палацової споруди — розфарбування в два кольори, пілястри, рясні ряди великих вікон з півдня, дах з переломом, балюстрада з вазами і навіть дах, критий залізом, привезеним з заводів Демидова. Північний фасад вікон не мав, а його мури і печі захищали рідкісні квіти і цитрусові деревця взимку. В садах Петергофа широко використовували садові культури, які влітку виставляли на терасах, в партерах і біля павільйонів.
Погріб створили вже в 1725 році, зразу по смерті царя Петра І. Він слугував до 1814 року, коли споруда без ремонтів почала руйнуватись, і його розібрали.

### Великий каскад

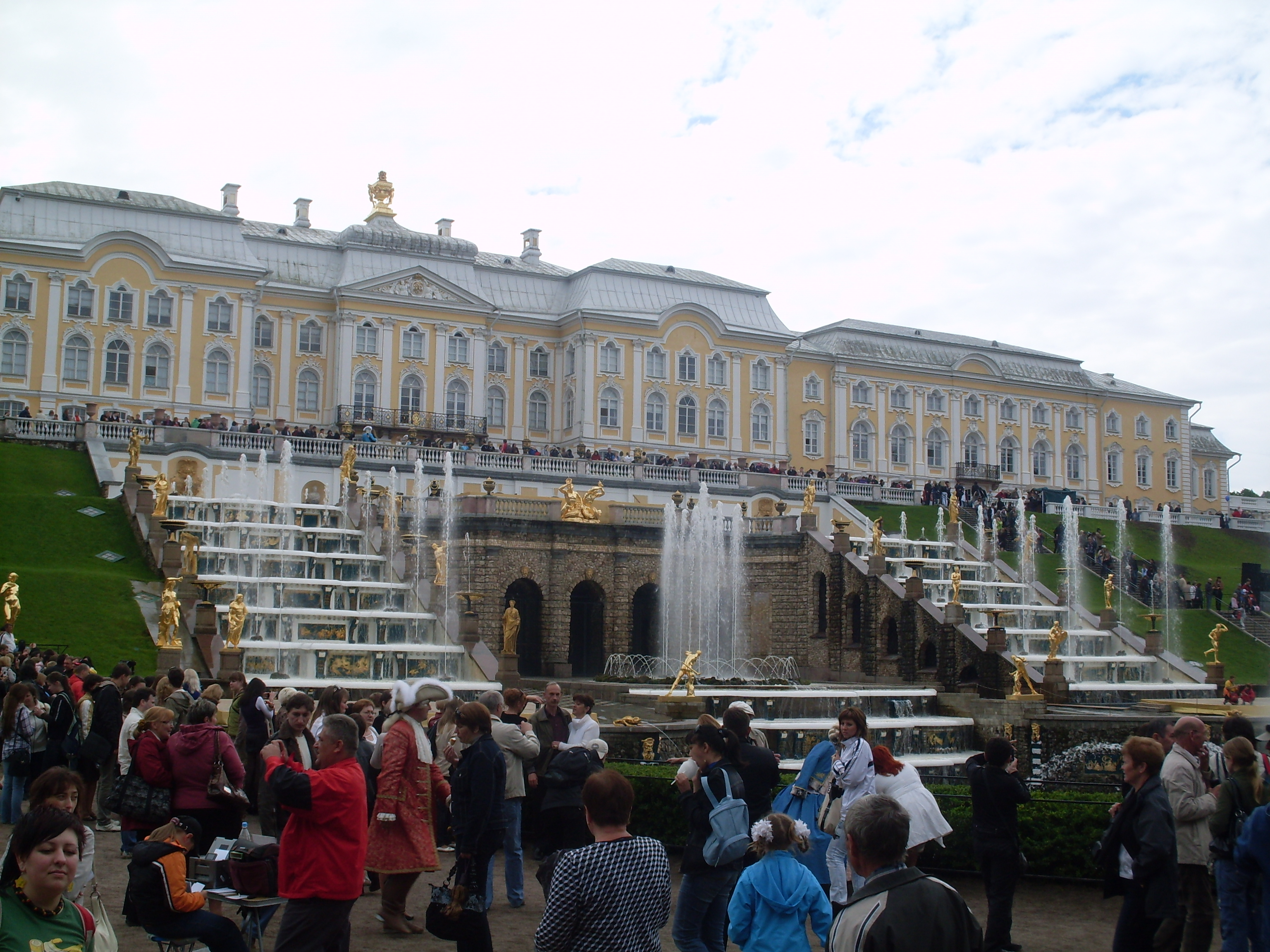
Великий каскад, стан на 2010 рік.

Великий каскад теж належить до петровського періоду. Саме тоді інженери з оточення імператора віднайшли потужні джерела води в околицях Ропші і створили водогін для фонтанів Петергофа. Система була настільки вдалою, що стала в пригоді при створенні однієї з найбільших і найпотужніших фонтанних систем в Європі, бо перевищує тривалість подачі води навіть в уславлених фонтанах Версаля.
Водогін йшов під парадним палацом і відкривався в численних фонтанах Великого каскаду, довжина якого дорівнювала первісним розмірам Петровського палацу, меншим за теперішній. Сучасний вигляд скульптур Великого каскаду не відповідає первісному, бо ті були створені з визолоченого свинцю в стилі бароко. Поруйновані і зіпсовані скульптури з свинцю замінили наприкінці 18 століття на стандартні в стилі класицизм, наблизивши їх вигляд до первісного лише зовнішнім золоченням. Грот Великого каскаду відремонтовано, зміцнено і оснащено електрикою та сучасною підсвіткою, яку використовують в сучасних нічних святах і фестивалях. (Скульптури «Самсон, що роздирає пащу лева» в петровський період — ще не було.)

### Петергофський павільйон Ермітаж

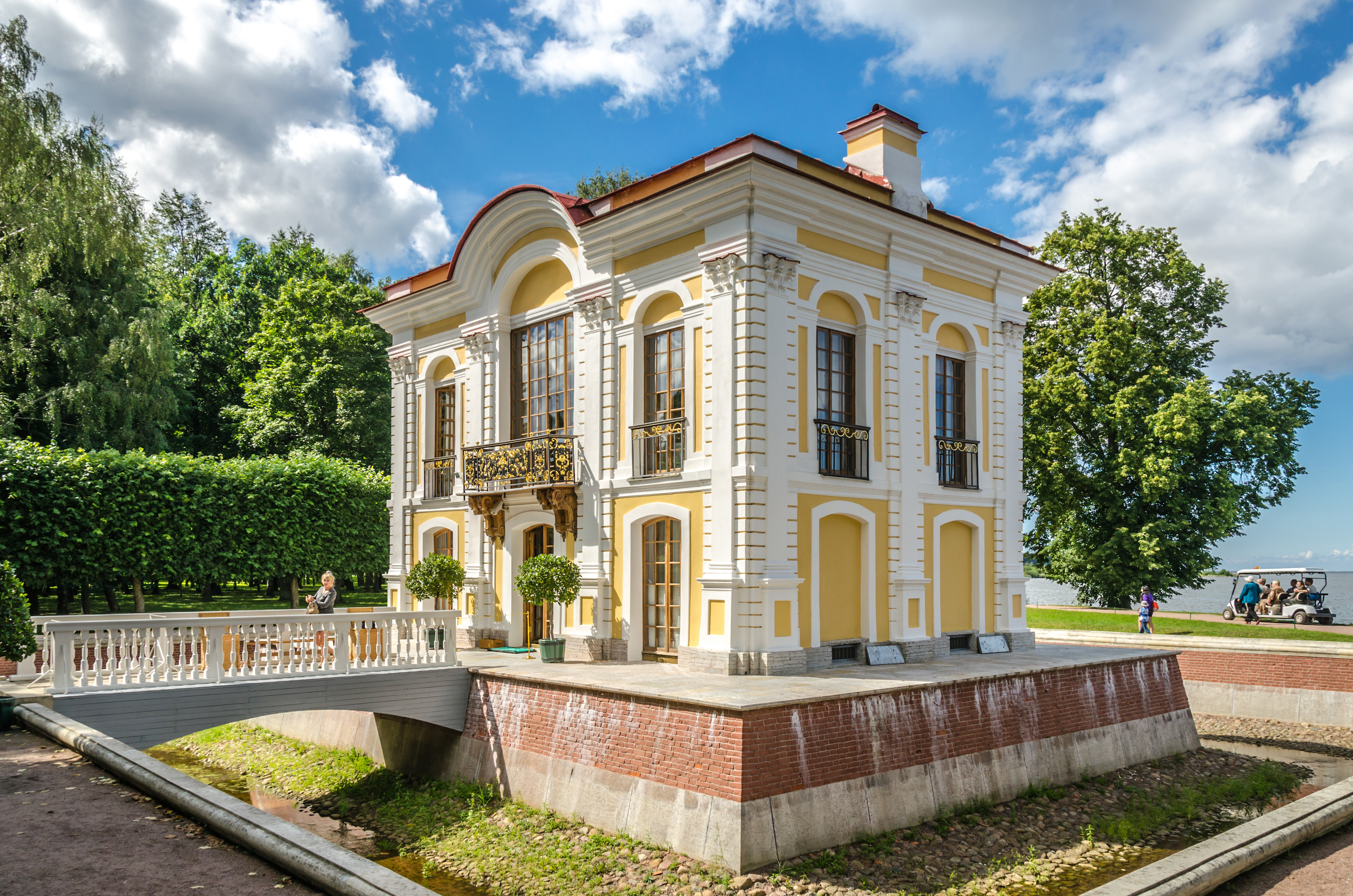
Павільйон «Ермітаж» із осушеним ровом.

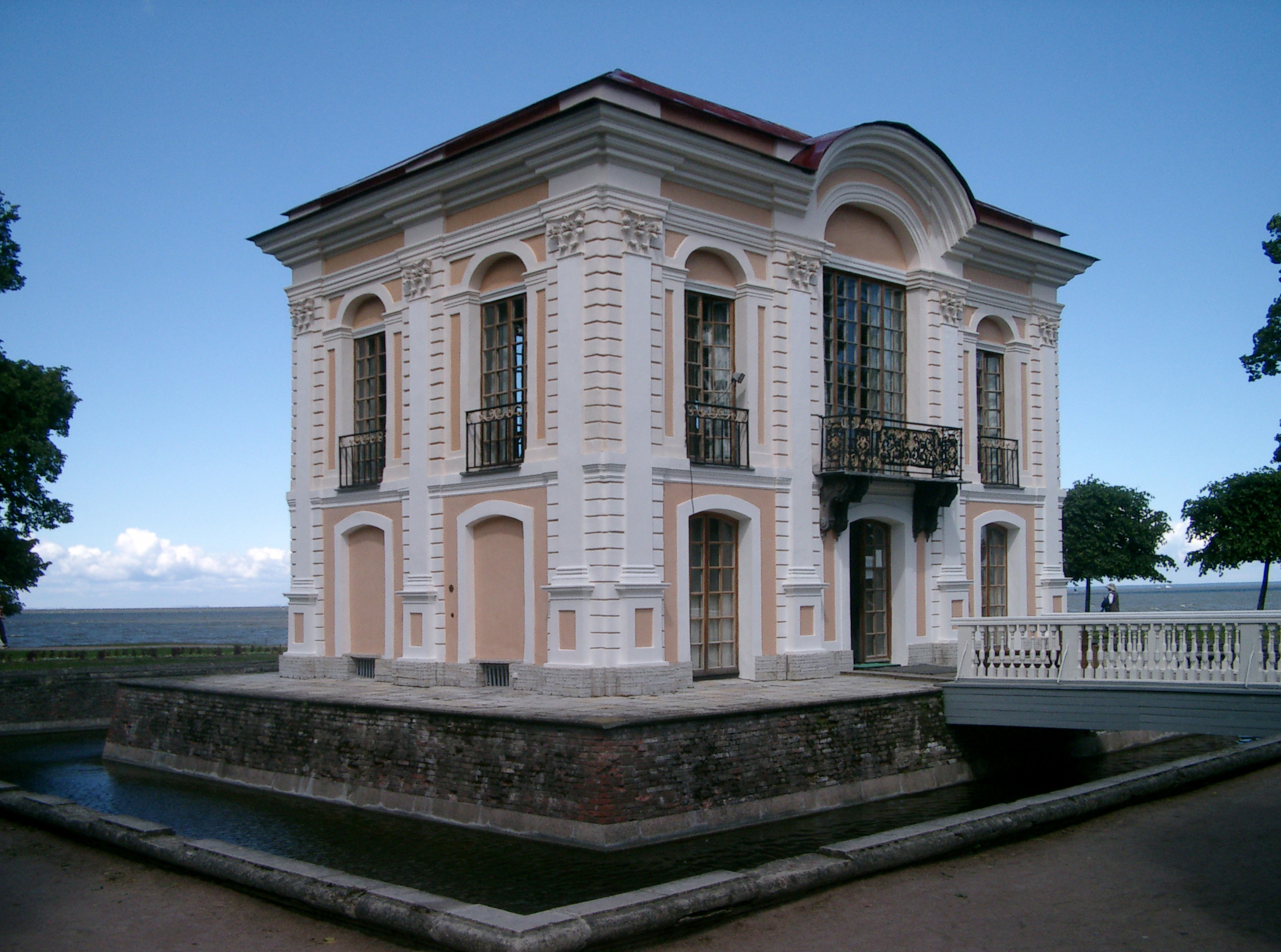
Павільйон «Ермітаж» в Нижньому саду.

Нижню терасу в Петергофі намагались розпланувати симетрично. Залишки симетричного розпланування добре видно і на сучасних планах ансамблю. Від великого каскаду створили дві діагональні алеї, в кінці однієї на сході вибудували Монплезір, в кінці другої на заході — павільйон Ермітаж. Останній навіть називали — Малим Монплезіром і за малі розміри, і за розташування на березі моря, і за противагу згідно з планом розташування. Павільйон Ермітаж — обов'язкова споруда садів бароко, що слугувала для усамітнення чи таємних зустрічей і перемов. Для збільшення відокремленості його побудовано на штучній терасі серед басейну з водою. Дістатися до нього можна було лише через перекидний місток. Павільйон створено за проєктом архітектора Й-Ф. Браунштейна, початок будівництва — в 1721 р. Павільйон двоповерховий: перший поверх — великий вестибюль з бічними сходами на другий. Другий поверх поділено на галерею та парадну залу. Фронтони павільйону колись прикрашали алегоричні скульптури чотирьох пір року, які створив скульптор К.Оснер з алебастру (нині втрачені і не відновлені). Залу другого поверху освітлюють французькі вікна-двері, захищені внизу декоративним риштуванням. Петро І жив так, наче смерть не для нього. Вже хворим він дав 1724 року наказ створити декор парадної зали, який зробили вже по його смерті. Стіни знизу мали дубові панелі, а проміжки між вікнами — дверима прикрашені невеликими картинами як шпалерами.
По смерті імператора павільйон не чіпали, але підлогу першого поверху вкрили мармуровими плитками, а підлогу другого — паркетом, малюнок якого скопіювали з однієї з зал Монплезіру. До ремонтів і декору залу залучали і архітектора і декоратора Вартоломея Растреллі.
В 1941—1944 роках, під час перебування в Петергофі німецьких фашистів, павільйон початку 18 ст. використали як кулеметний пункт, були втрачені декор і навіть частина північного муру. В повоєнні роки, коли Великий Петергофський палац стояв руїною, павільйон Ермітаж був першим відреставрованим до 1952 року і першим відкритим для відвідин.
Петергофський павільйон Ермітаж — один з найстаріших серед збережених в Російській Федерації.

### Палац Марлі

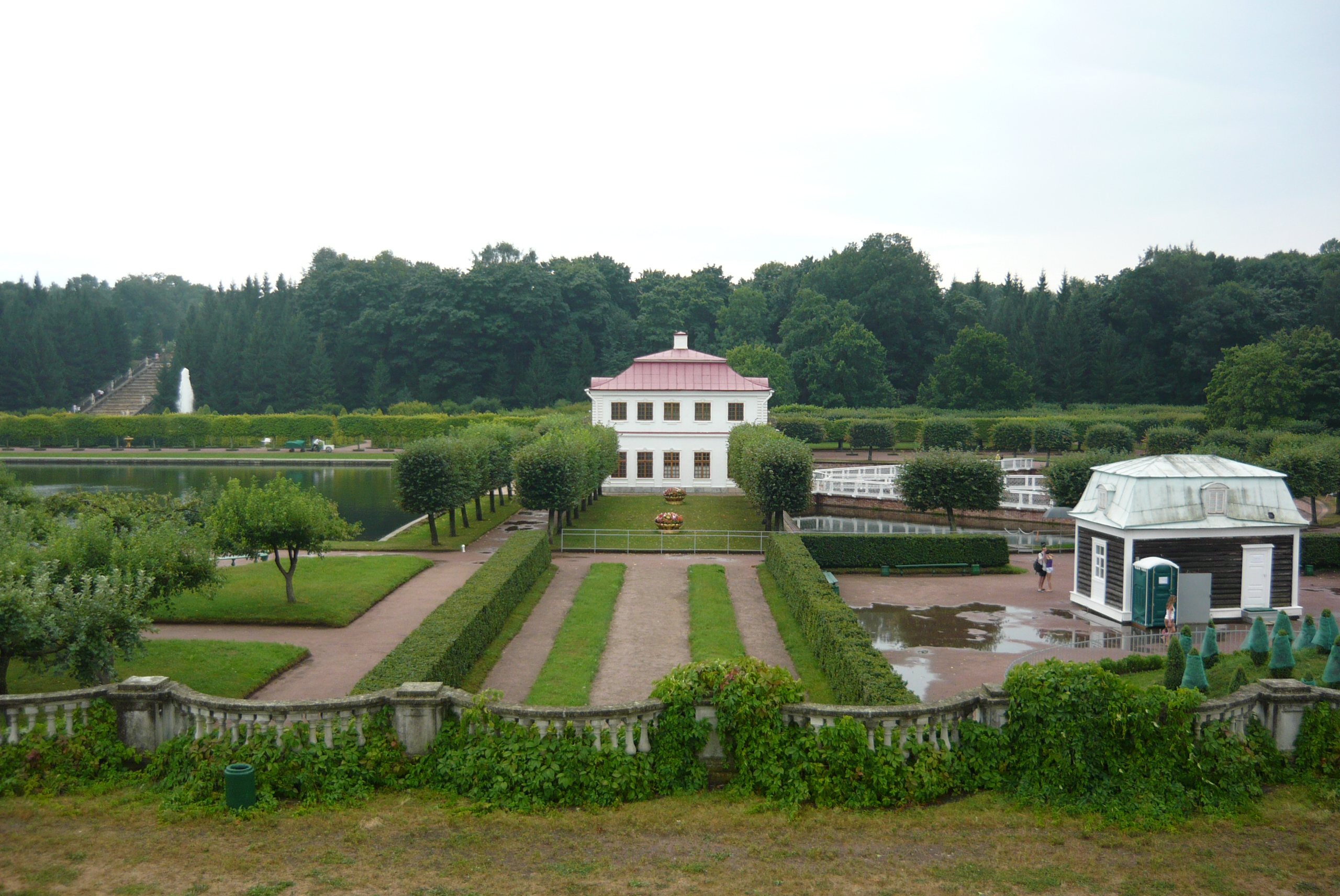
Палац Марлі в оточенні каналів і саду бароко

Палац створено за часів життя Петра І на згадку про відвідини розкішної садиби принца Монморансі і палацу з тією ж назвою під Парижем. Петергофський Марлі розташований на західному кордоні Нижнього парку. Проєкт одноповерхового палацу створив архітектор Й.-Ф. Браунштейн. Восени 1720 року його заклали, а влітку 1721 — мури вибудували до карнизу. Проєкт і результат не задовольнили примхливого монарха, той наказав вибудувати і другий поверх. Фасади і кімнати тинькували в 1722-му, первісну черепицю замінили на залізо. В палаці виконували ремонти, а приміщення використовували для проживання вельможних осіб, що відвідували Петергоф. З років правління імператриці Катерини II палац Марлі став чимось на кшталт меморіального музею царя-реформатора.
Нетривкі підмурівки початку 18 ст. і підвищена волога місцевих ґрунтів почали загрожувати палацу наприкінці 19 століття, коли його стіни розтріскалися і загрожували обвалом. Реставрацію провели за радикальною методою. Палац обміряли, а весь декор і підлоги зняли і відремонтували. Мури з тріщинами розібрали до підмурівків. Був створений новий фундамент з бетону, і вже на бетонних підмурівках наново відбудували двоповерховий палац в історичній стилістиці. Реставраційним відновленням споруди в 1898—1899 рр. керував архітектор А. Семенов. Але 1901 року палац постраждав від пожежі, що пошкодила спальню і Чінаровий кабінет, що отримав назву за декор, створений з чинарової деревини. Після перевороту більшовиків в жовтні 1917 року палац Марлі перетворили на історико-побутовий музей. В роки фашистської навали 1941—1944 рр. споруда була поруйнована під час артилерійського обстрілу. Палац ззовні відновили наново в 1954—1955 роках. Реставрацію першої черги інтер'єрів закінчили 1982 року, коли споруду відкрили для відвідин.

### Марлінський каскад

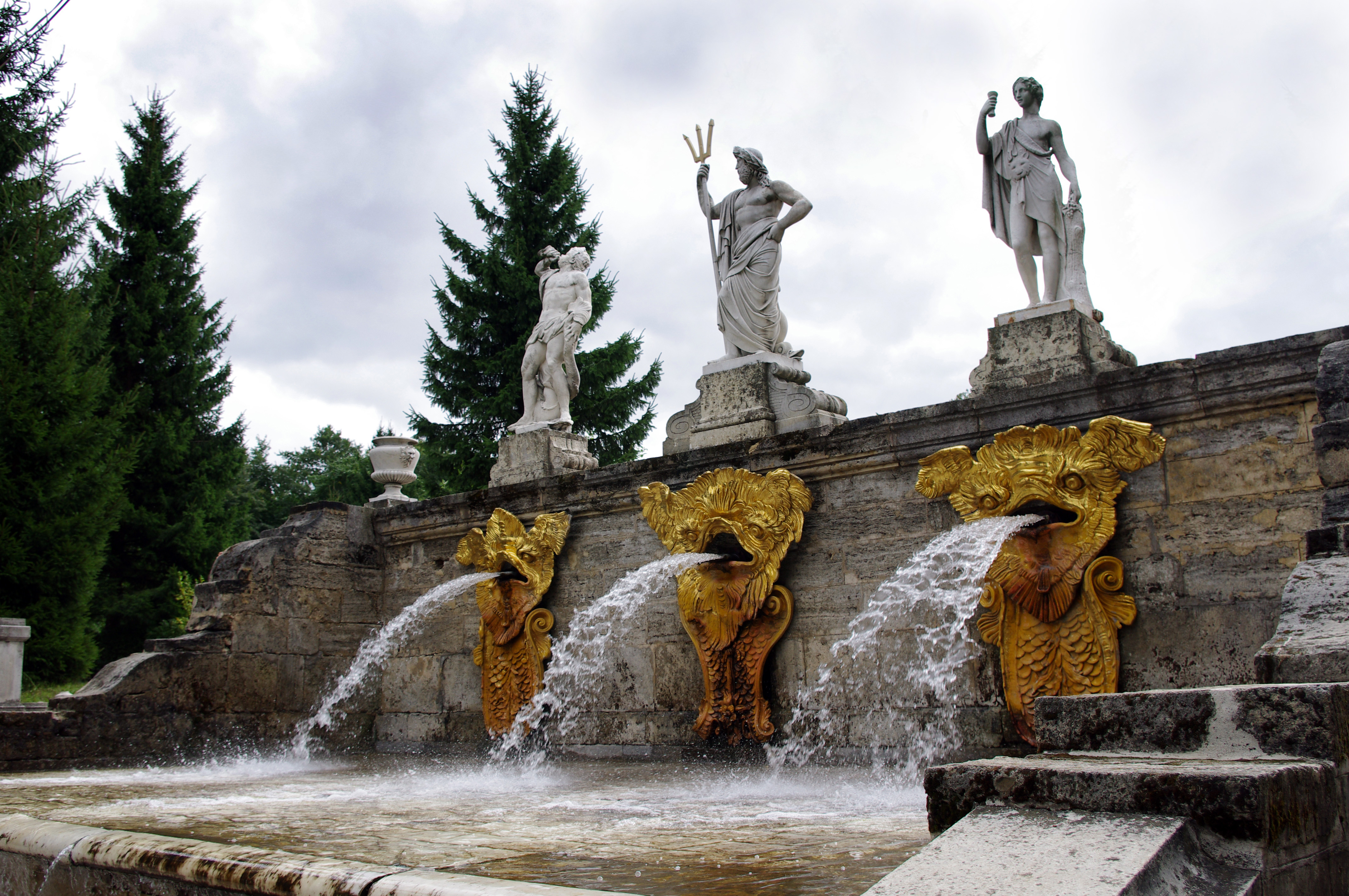
Марлінський каскад. Маскарони морських чудовиськ, створені К. Растеллі і відновлені в 20 ст.

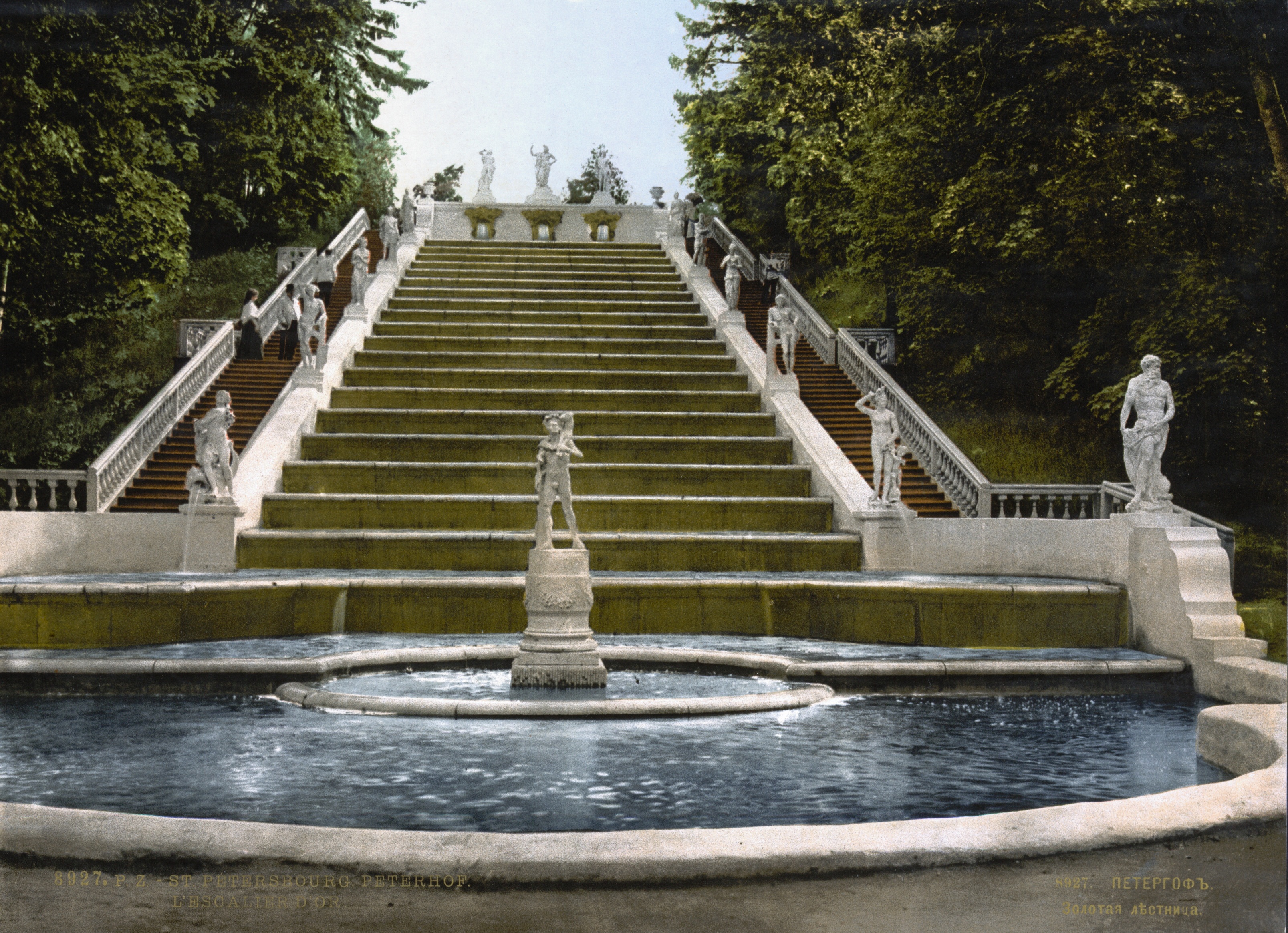
Марлінський каскад 19 ст.

Каскад має декілька назв: Марлінський каскад, Золотий каскад, Каскад золотих сходів. Він створений по замові самого Петра I, що узяв за зразок подібний каскад в садибі Марлі під Парижем. Проєкт каскаду і прилеглих частин барокового саду створив архітектор Ніколо Мікетті. Скутий замовою самого царя, італійський архітектор був вимушений повторити французький зразок. Петро І втрутився в проєкт, зменшив кількість золотих сходинок. Будівельні матеріали для майбутнього каскаду почали готувати з 1722 року. Влітку того ж року до каскаду підвели водогін, створили підмурівки. За проєктом Ніколо Мікетті в ливарній майстерні відливали з свинцю скульптури. Цар знову втрутився в проєкт і наказав створити нову скульптуру «Геркулес, що б'ється з Гідрою», з семи пащ якої текла вода каскадом. Нову скульптуру доручили створити Карло Бартоломео Растреллі, але він встиг виробити лише три маскарони морських чудовиськ, які визолотили.
Петро І хворів, Ніколо Мікетті повернувся до Риму, в січні 1725-го цар помер. Недобудований каскад передали помічнику Мікетті — Михайлу Земцову з наказом спростити декор і швидше закінчити роботи. Політичні зміни в імперії призупинили роботи. Їх відновили лише 1731 року, коли Земцову дали 150 будівельників для завершення каскаду. Каскад створено за новим проєктом Земцова, де підкреслене значення золотих сходинок і зменшене значення басейну внизу, що мав французький зразок. Геркулеса, що б'ється з Гідрою — не було. Тому Земцов поставив на верхньому парапеті мармурові скульптури Нептуна, Тритона з мушлею та Морської німфи. З пограбованого саду бароко біля Меншиковського палацу в Петербурзі — вивезли всі скульптури: мармуровими — прикрасили Літній сад, а частку (з золоченого свинцю) встановили на Марлінському каскаді в Петергофі. Аби збільшити кількість скульптур, в середині 18 ст. додали визолочені, але дерев'яні. Згідно з описами 1783 року Марлінський каскад мав 10 скульптур з свинцю і шість — з мармуру. Каскад простояв до кінця 19 століття, коли його ремонт і реставрацію доручили Бенуа Миколі Леонтійовичу. Він обережно реставрував саму споруду, замінивши пошкоджені деталі на довготривалі. Пошкоджені скульптури з свинцю зняли і знищили. Їх замінили на мармурові другорядні, придбані в Італії. У такому вигляді каскад увійшов в роки 2-ї світової війни, коли був пошкоджений.
У повоєнні роки — ремонт. Кориснішою була реставрація 1973—1980 років, коли провели реставрацію всього куточка саду біля палацу Марлі до Олімпійських ігор в Москві 1980 р., коли всі дерев'яні частини Марлінського каскаду замінили на кам'яні.

## Єлизаветинський період

### Великий Петергофський палац

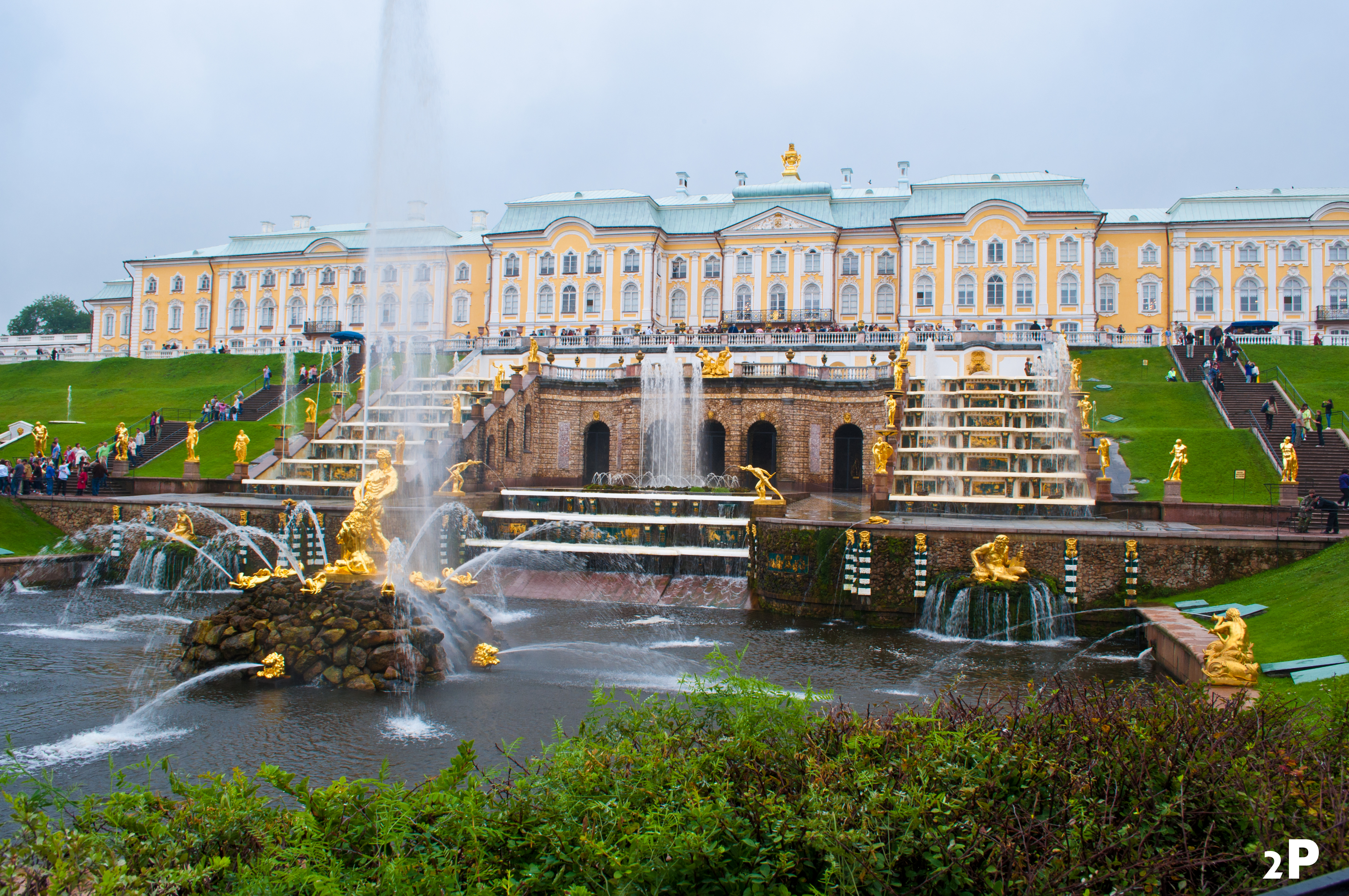
Великий Петергофський палац, стан на 2011 рік

Увагу на Петергоф звернула імператриця Єлизавета Петрівна, яку вже не задовольняли петровського часу Верхні палати. До створення величного палацу залучили архітектора Вартоломея Растреллі, що працював в Петергофі десять років, починаючи з 1746-го. Проєкти перебудов і збільшення палацу для імператриці остання переробляла декілька разів, поки не був вибудуваний варіант видовженого палацу з галереями і бічними павільйонами (в одному — припалацова церква апостолів Петра і Павла, в другому — Зала під гербом). Фасад нового палацу досяг майже 300 метрів.

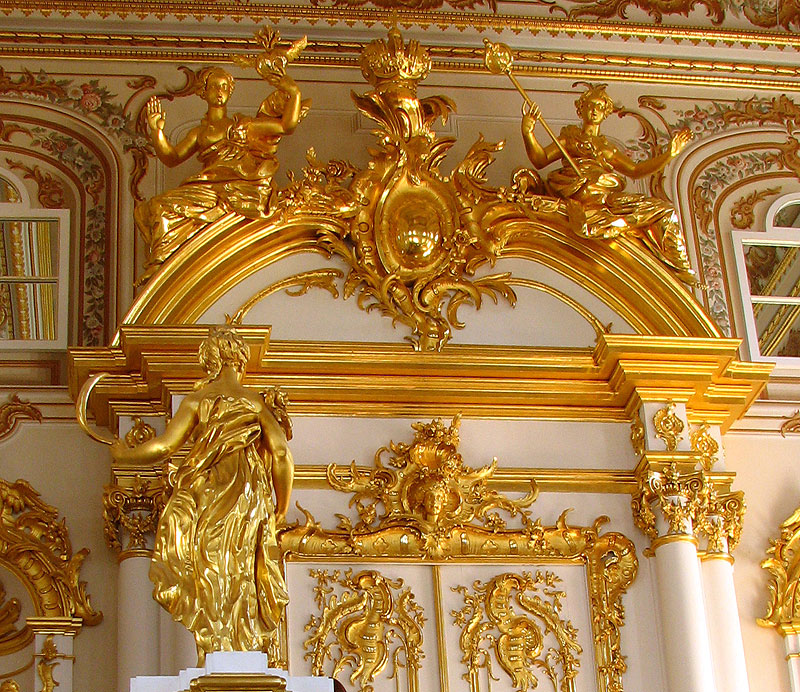
Відновлений золочений декор парадних сходів

Декор нового палацу створювала армія іноземних і російських майстрів — * два плафони — Бартоломео Тарсія
- плафон «Рінальдо і Арміда» для Аудієнц-зали — П. Балларіні
- шістнадцять декоративних картин над дзеркалами — Джузеппе Валеріані
- різьблені деталі дерев'яного декору — іноземці К. Жирардон, Й. Шталмеєр, Л. Роллан та ін.
- стінописи і живопис на тиньку стель — російські декоратори І. Скородумов, П. Семенов, Є. Морозов та ін., а керував бригадою іноземець Каравак.
- Парковий павільйон Ермітаж теж не задовольняв імператрицю. Створили новий Ермітаж за проєктом Растреллі — в самому палаці.

Парк суттєвих змін чи перепланування — не зазнав. Деякі частини барокового декору потроху знімали чи заміняли на більш стриманий в стилі класицизм. Але практично все було знищене в пожежі під час 2-ї світової війни. В тил були вивезені лише зразки меблів, ткані, живопис. Частку садових скульптур і паркети в повоєнні роки знайшли в Німеччині. Серед остаточно зниклих і не знайдених була уславлена скульптура з Великого каскаду — «Самсон роздирає пащу лева».
Палац нині — реставраційна копія споруди середини 18 ст., створена з урахуванням великого іконографічного матеріалу та старих креслень і малюнків архітектора Растреллі.

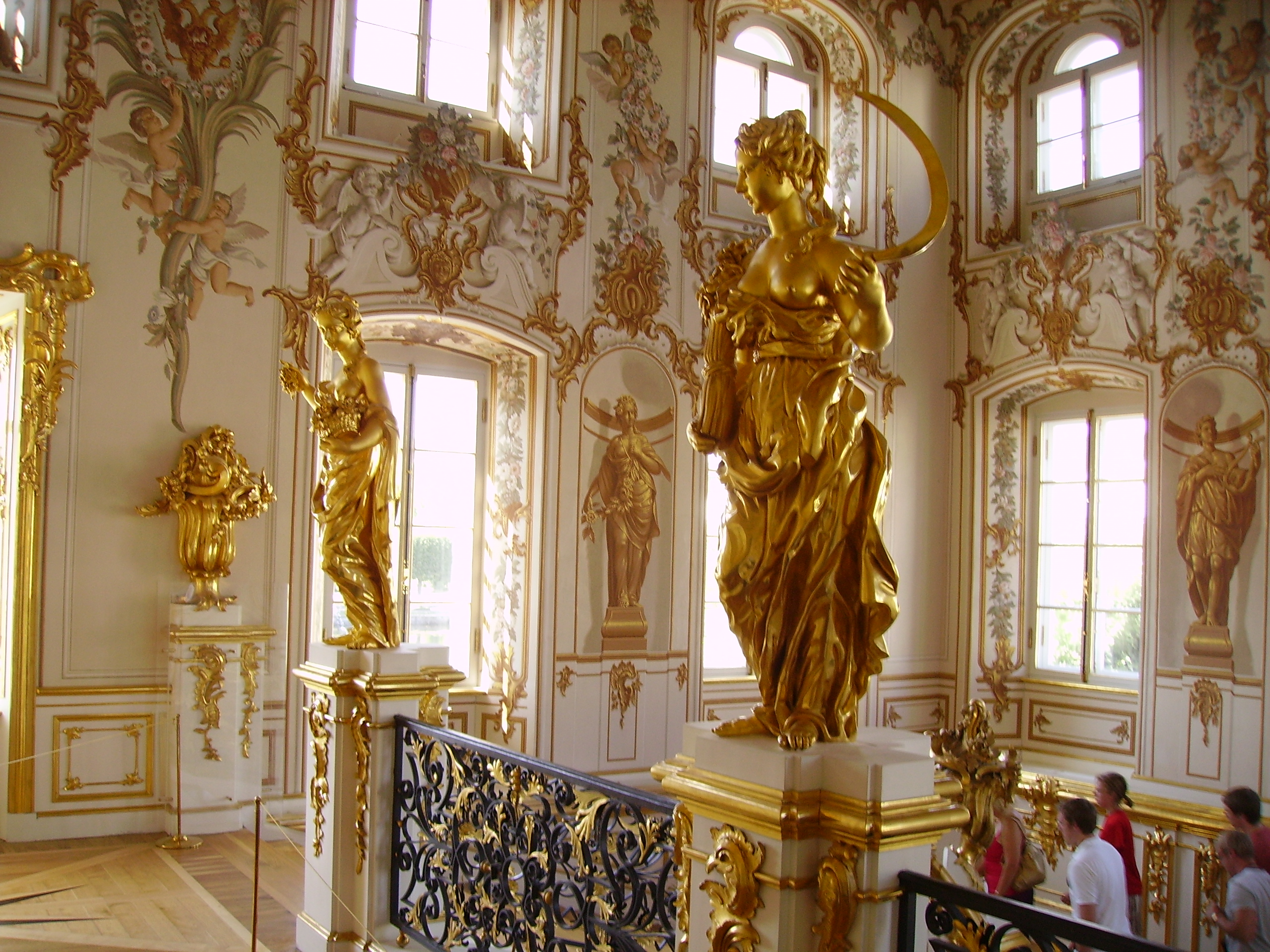
Відновлені і реставровані парадні сходи
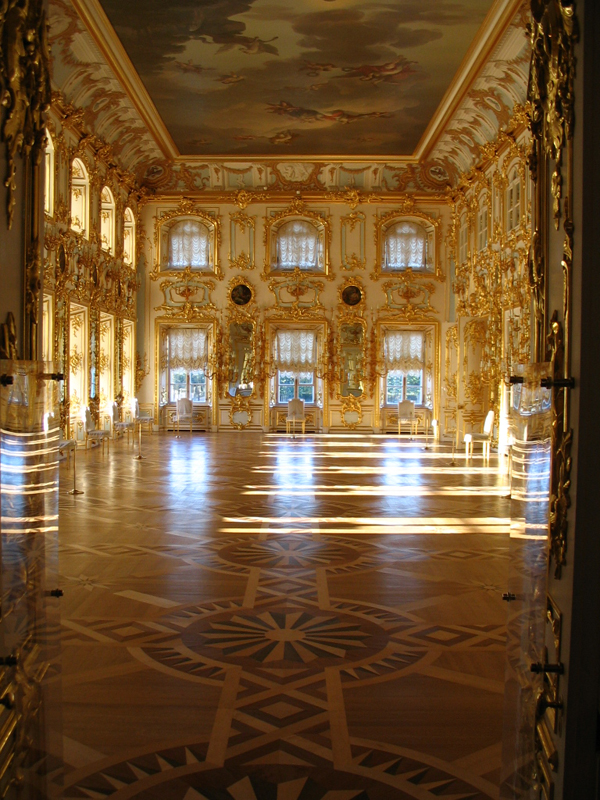
Відновлена і реставрована Бальна зала
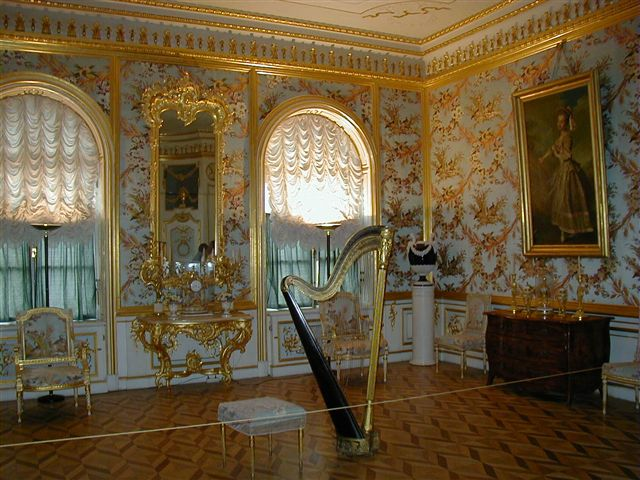
Відновлені і реставрована Музична зала.

## В добу Катерини II та імператора Павла

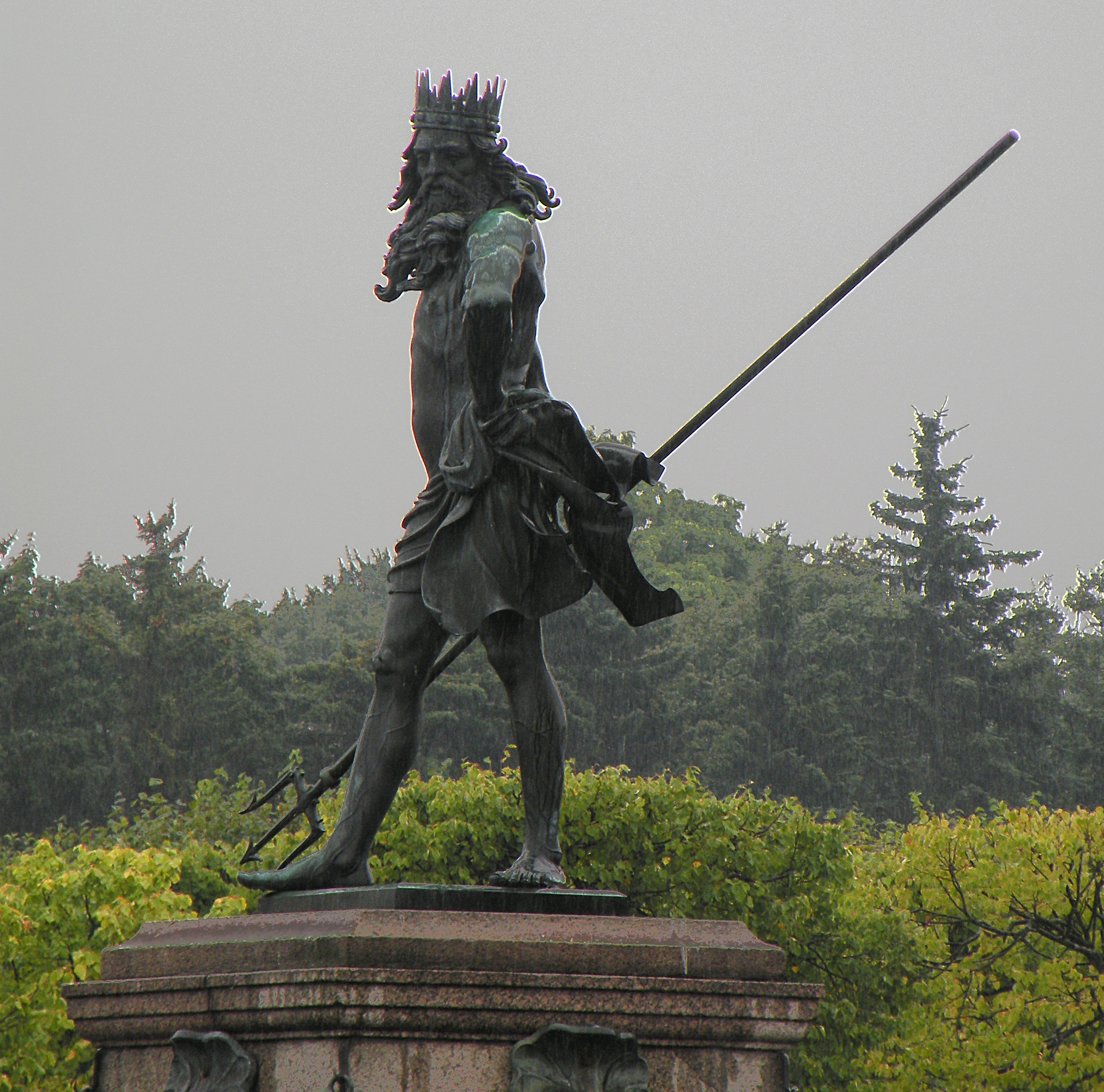

Катерина II — не любила Петергоф, бо все тут сильно нагадувало присутність Петра I та Єлизавети Петрівни, стосунки з якою були складні і неприємні. Для німецької князівни головними резиденціями були Зимовий палац, резиденція Пелла та Великий Царськосільський палац, які вона активно і наполегливо декорувала і обживала все життя.
Але повністю ігнорувати літню резиденцію в Петергофі було неможливо. Катерина облаштувала власні апартаменти — в бічній прибудові палацу Монплезір, інтер'єри якої в стилі класицизм переробив архітектор Джакомо Кваренгі. Була істотно перероблена і Тронна зала в Великому Петергофському палаці — теж в стилі класицизм. Стіни Чесменської зали прикрасили сценами військових перемог в царювання Катерини II, які виконав німецький художник Якоб Хаккерт (1737—1807). В Петергофський палац, подалі від очей, Катерина II наказала перевезти і уславлену серію портретів випускниць Смольного інституту шляхетних дівиць, яку створив художник Левицький Дмитро Григорович (1735—1822), бо серія нагадувала імператриці про ранню смерть деяких смолянок.

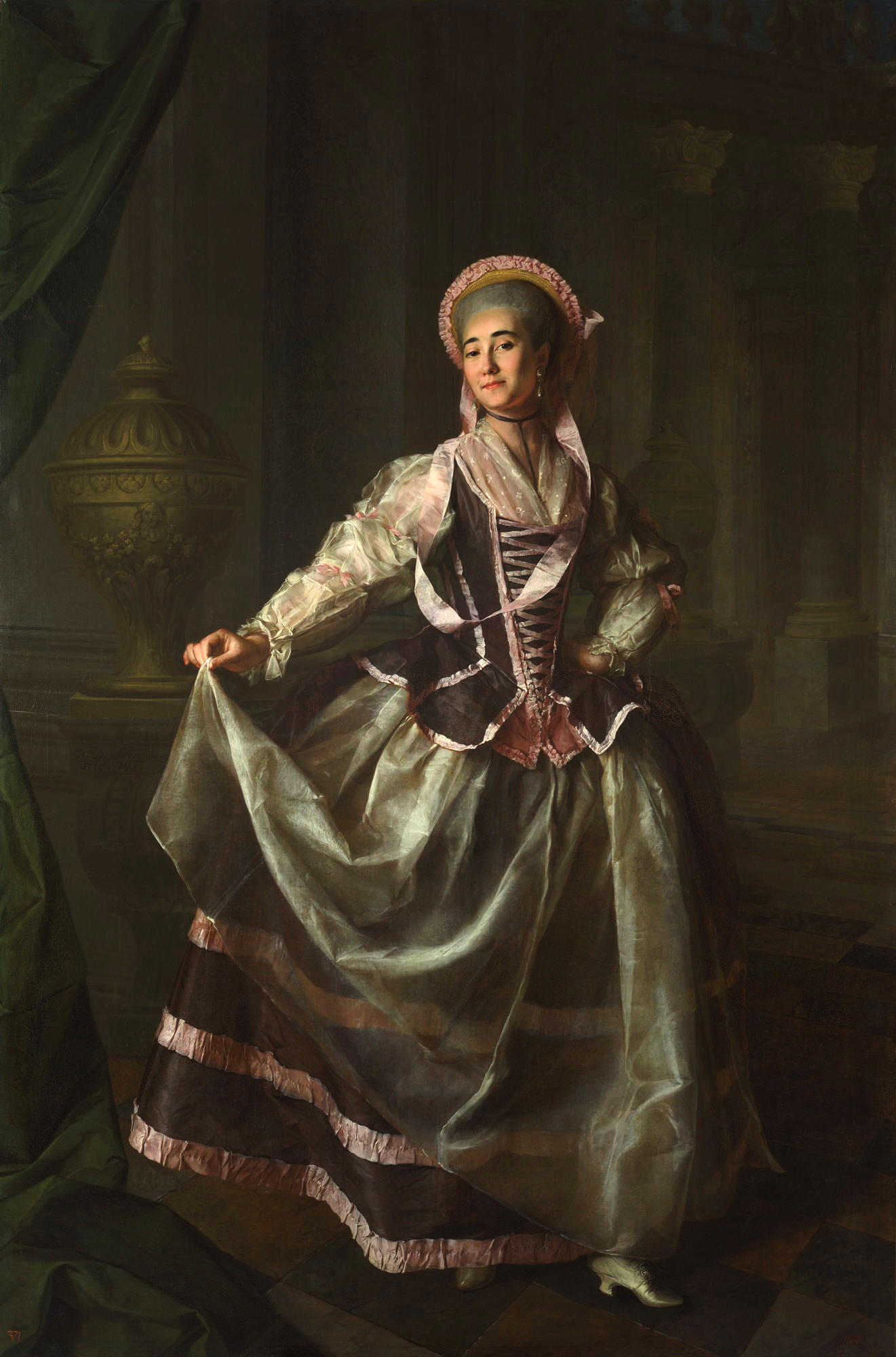
Олександра Левшина, 1775 р.
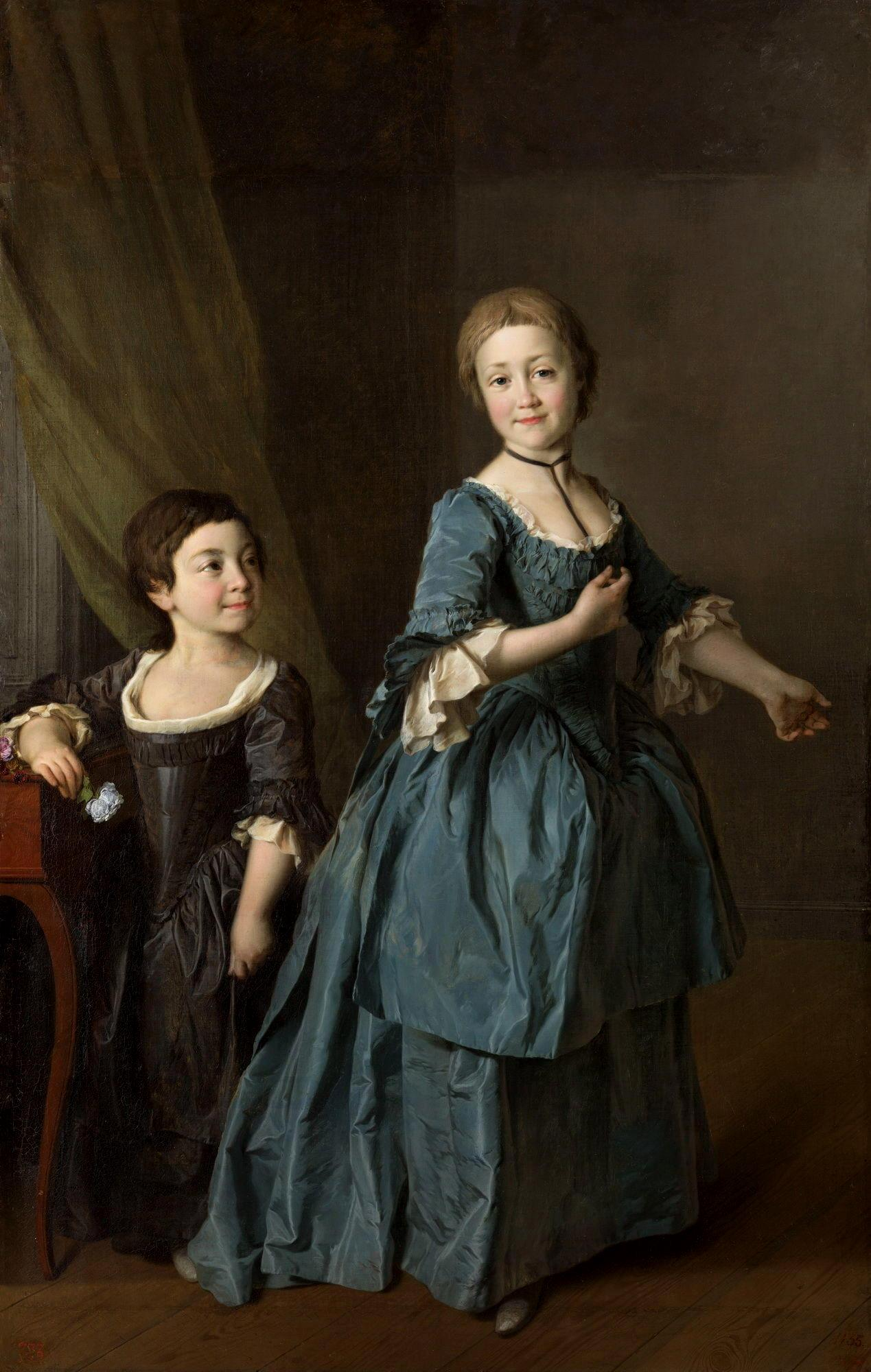
Федосья Ржевська та Анастасія Давидова
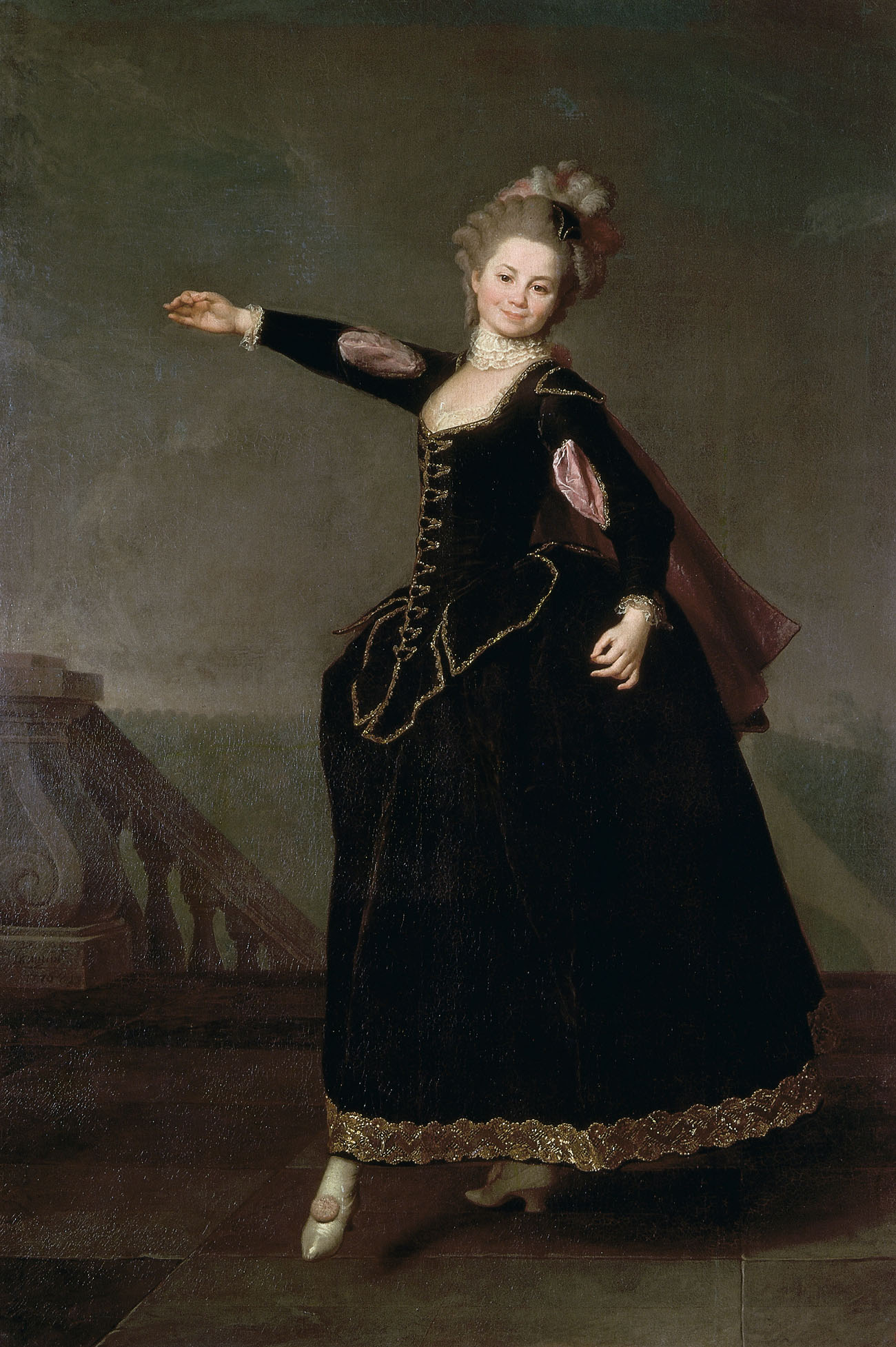
Наталя Борщова, 1776 р.
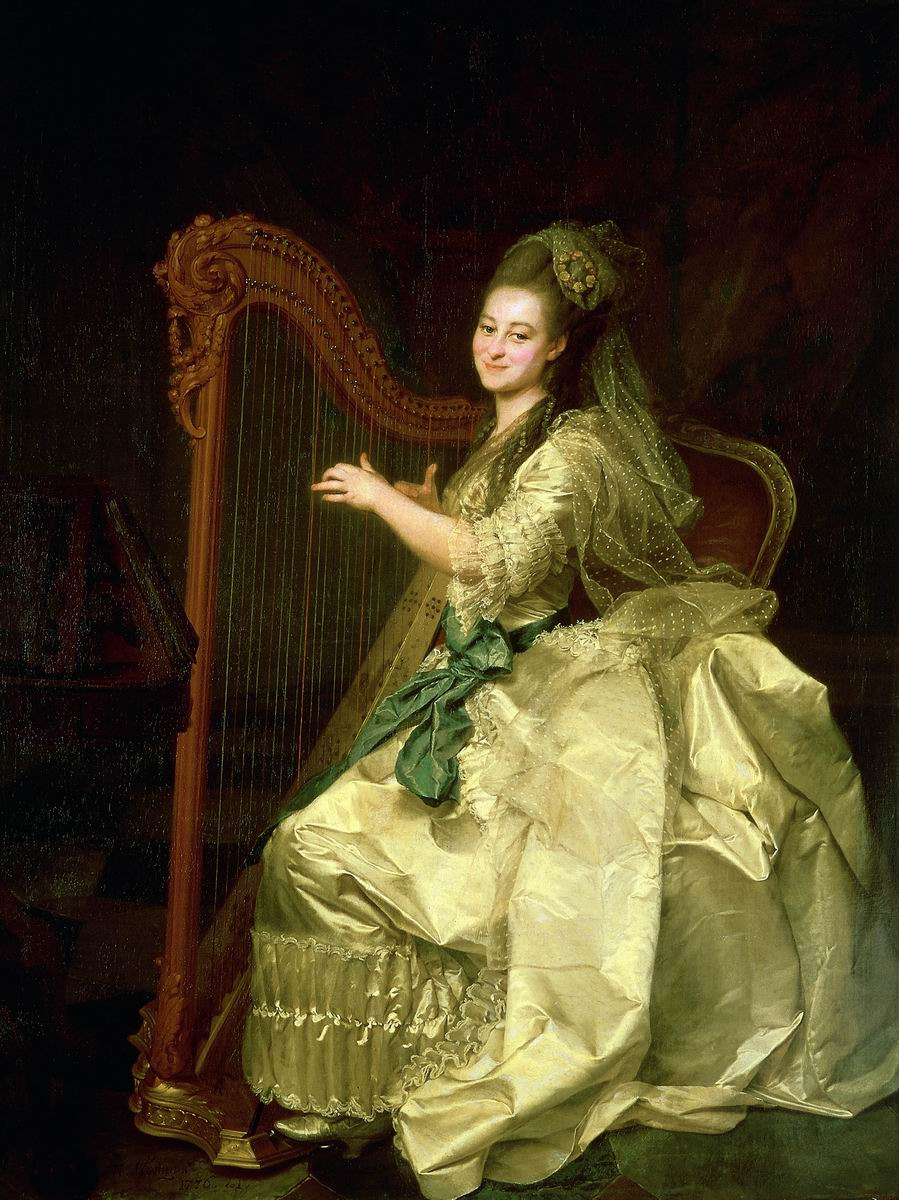
Глафіра Алимова, 1773 р.

Вдалим і дещо несподіваним додатком до ансамблю початку 18 ст. стала скульптурна група «Нептун», яку розмістили в Верхньому саду. Ще за часів ремонтів 1730-х років тут розмістили скульптурну групу Нептун і тритони, створену з свинцю. Нетривкий матеріал деформувався і руйнувався в вологому оточенні. Скульптури зняли. 1797 року в Петергоф перевезли скульптурний фонтан з бронзи 17 століття, який придбав в місті Нюрнберг імператор Павло. Бронзові скульптури фонтану виконав нюрнберзький скульптор і ювелір Христофор Ріттер з помічниками Єремією Ейслером та Георгом Швайгером в проміжок 1650—1660 років. Тому так несподівано бачити в російському палацовому ансамблі — німецького Нептуна, герб ратуші міста Нюрнберг, алегорії німецьких річок Регніц та Пегніц, вершників на фантастичних морських конях-гіппокампах. В роки перебування німецьких фашистів в Петергофі, скульптурна група 17 ст. була демонтована і злочинно вивезена в Нюрнберг, хоча була майном іншої держави протягом 150 років (гроші за скульптури виплачені ще 1797 року.) Скульптури знайшли лише в 1947 році і повернули в Петергоф, після реставрації Вехнього саду її знову встановили на колишнє місце в басейні.

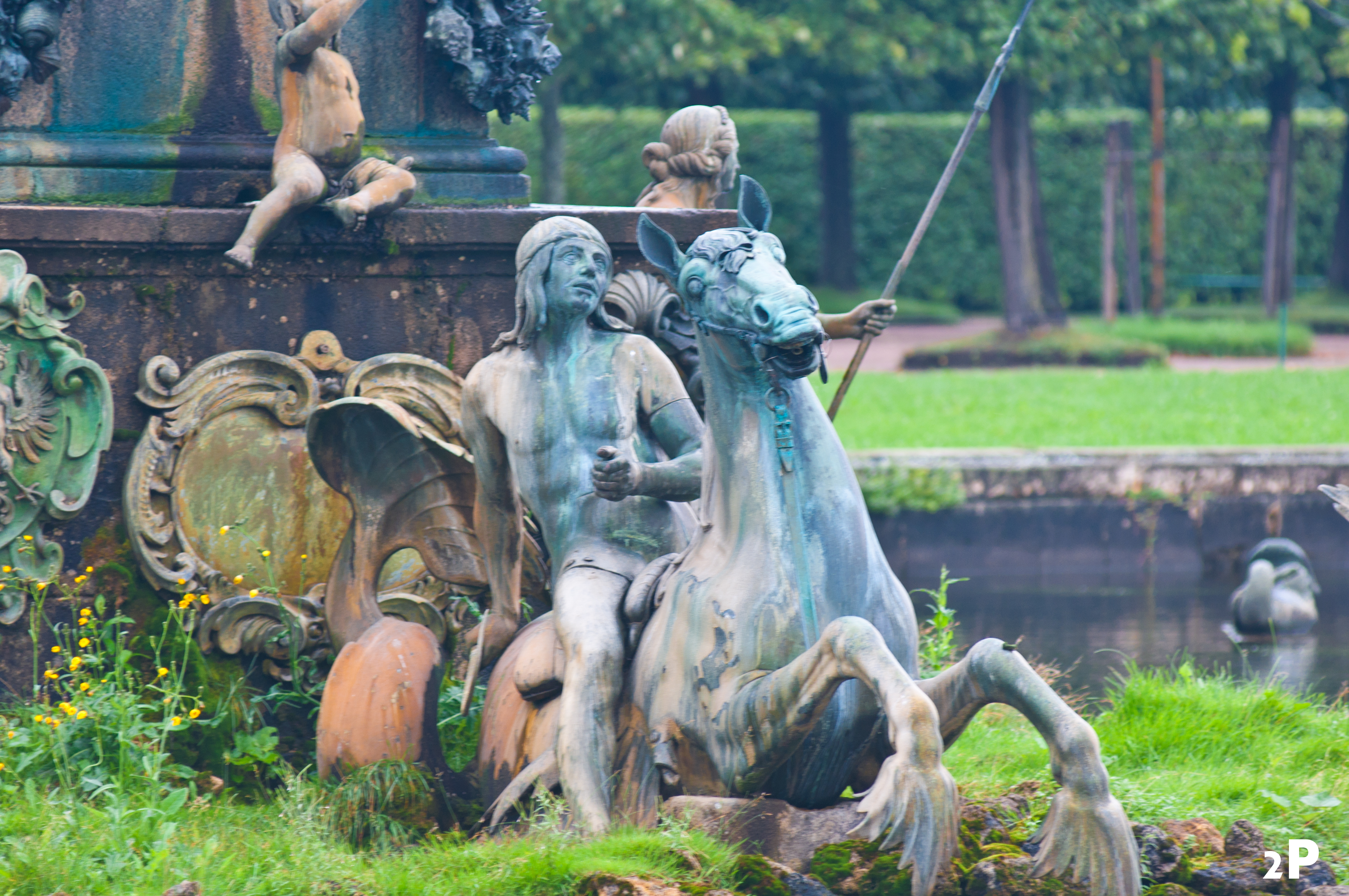
Морський кінь і тритон
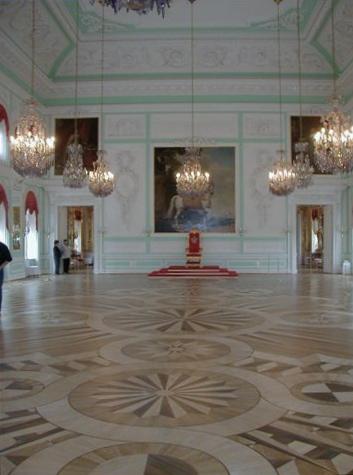
Відновлена і реставрована Тронна зала
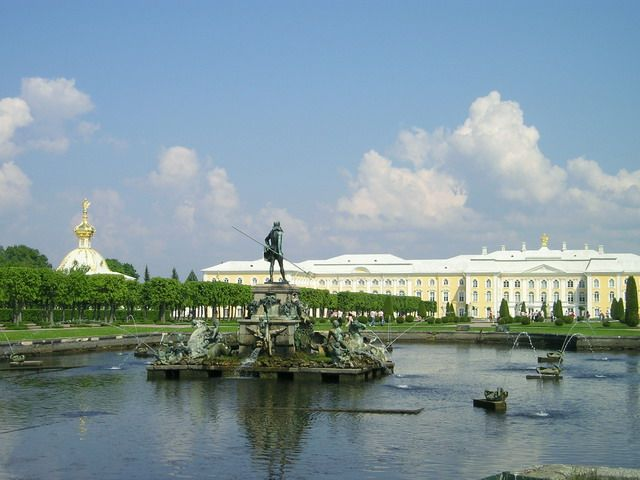
Нептун петергофський

## Ансамбль у XIX столітті
Головне ядро ансамблю, створене впродовж 18 ст., надалі не чіпали. В Нижньому саду розібрали старі і пошкоджені фонтани-жарти доби Петра I, фігурки яких були створені з свинцю. Згадкою про них нині слугує лише маленький, але динамічний фонтан з собачкою, що женеться за качкою (прихований в кущах). В нижньому парку створили і Левиний каскад в стилі пізнього класицизму, що випадав з барокової стилістики ансамблю.

## Фрейлінські будинки
Навпаки, барокову стилістику підтримали фасади нового Фрейлінського корпусу, створеного в 1853—1858 рр. обабіч Верхнього саду і неподалік від палацової церкви. Кам'яні і більш комфортні Фрейлінські будинки замінили дерев'яні, що стояли на цьому ж місці. Це дві споруди на два поверхи з мезонінами, поєднані галереєю. Середня частина обох споруд підкреслена павільйоном, прикрашеним рустом, колонами, балконами з золоченими решітками, лучковими фронтонами і розкішним ліпленим декором. Фасади прикрашають великі вікна і розфарбування в два кольори. Стилістика барокова, але лише віддалено нагадувала стиль самого Растреллі. Розпланування — коридорного типу, житлові приміщення скромні. В підрадянський період тут розмістили Будинок відпочинку трудящих. Наприкінці 20 століття Будинок відпочинку ліквідували та розташували Музей родини Бенуа.
В 19 столітті з Петергофа в Імператорський Ермітаж — вивезли найкоштовніші картини нідерландських художників, серед яких були твори Рембрандта, Яна Стена, Адама Сіло, Ваувермана. Вологий клімат сприяв знищенню деяких з них. Умови зберігання в Ермітажі були сприятливіші.

## Період між двома світовими війнами
Ансамбль був музеєфікований. Неподалік розташували санаторії та будинки відпочинку в колишніх магнатських палацах вздовж Петергофського щоссе. Відомо, що Петергоф поспіхом відвідав Сталін, що не любив Ленінград, а відпочивав — на Кавказі.

## Відновлення поруйнованого ансамблю

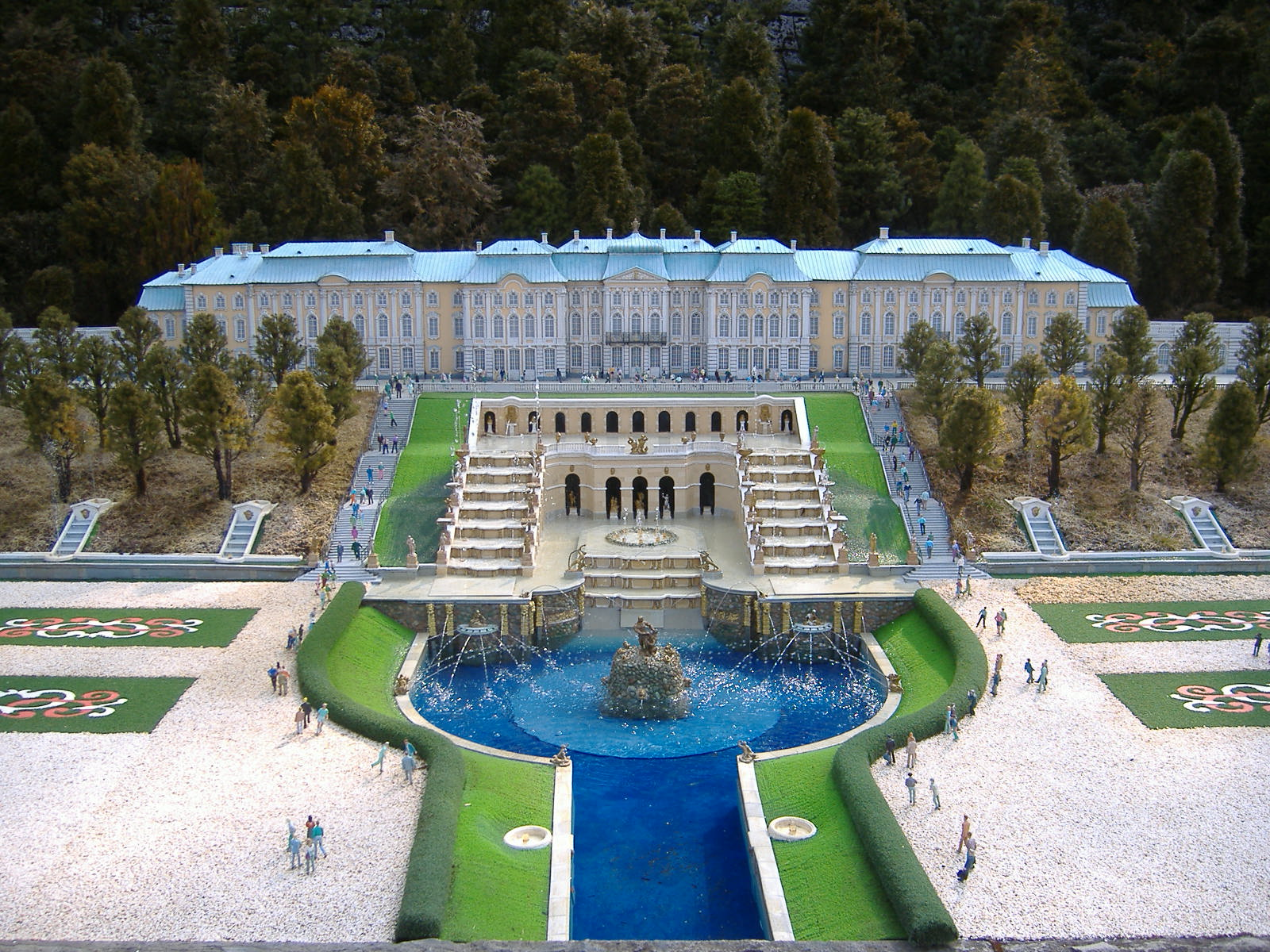
Архітектурна модель Великого Петергофського палацу

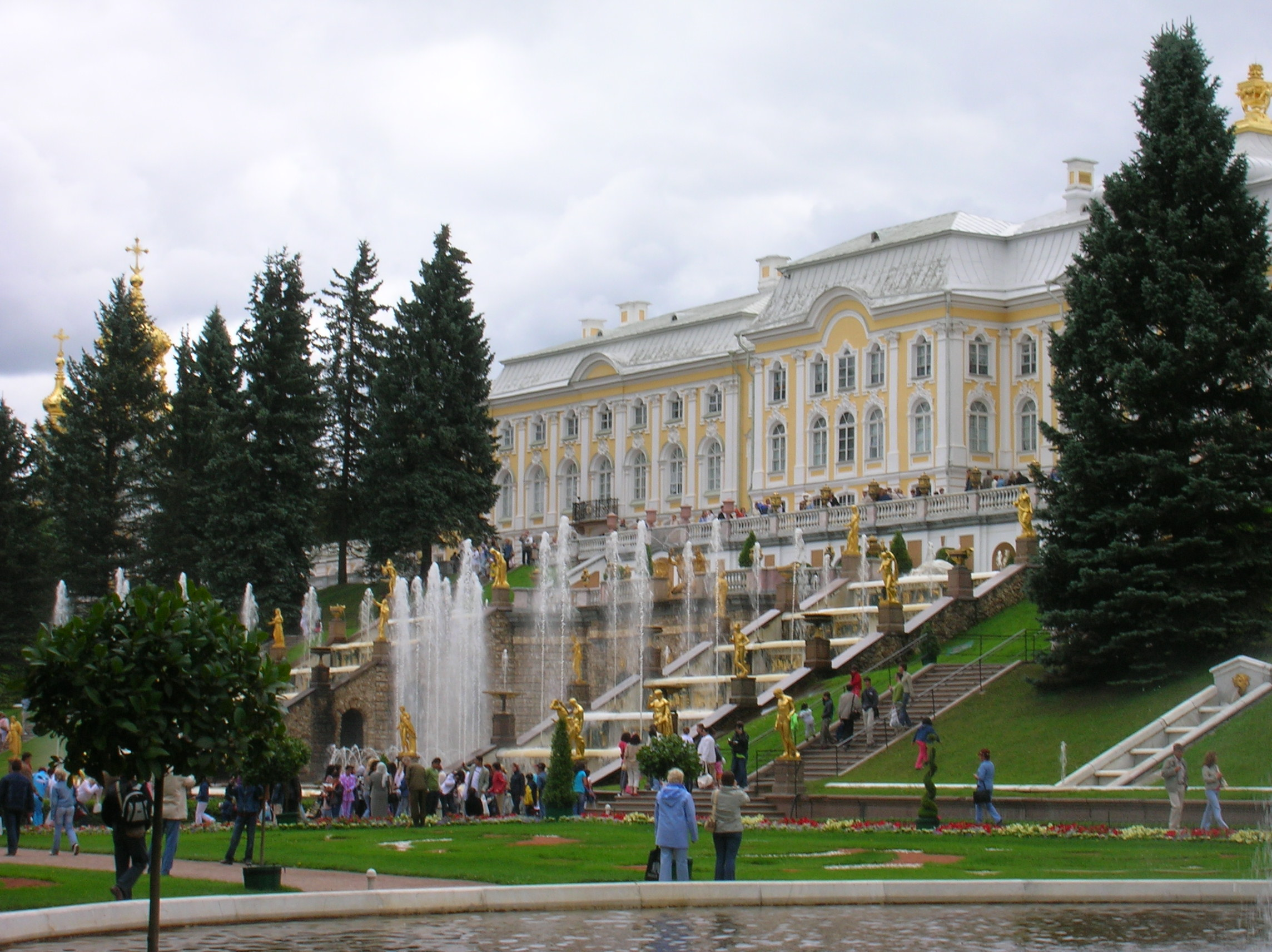

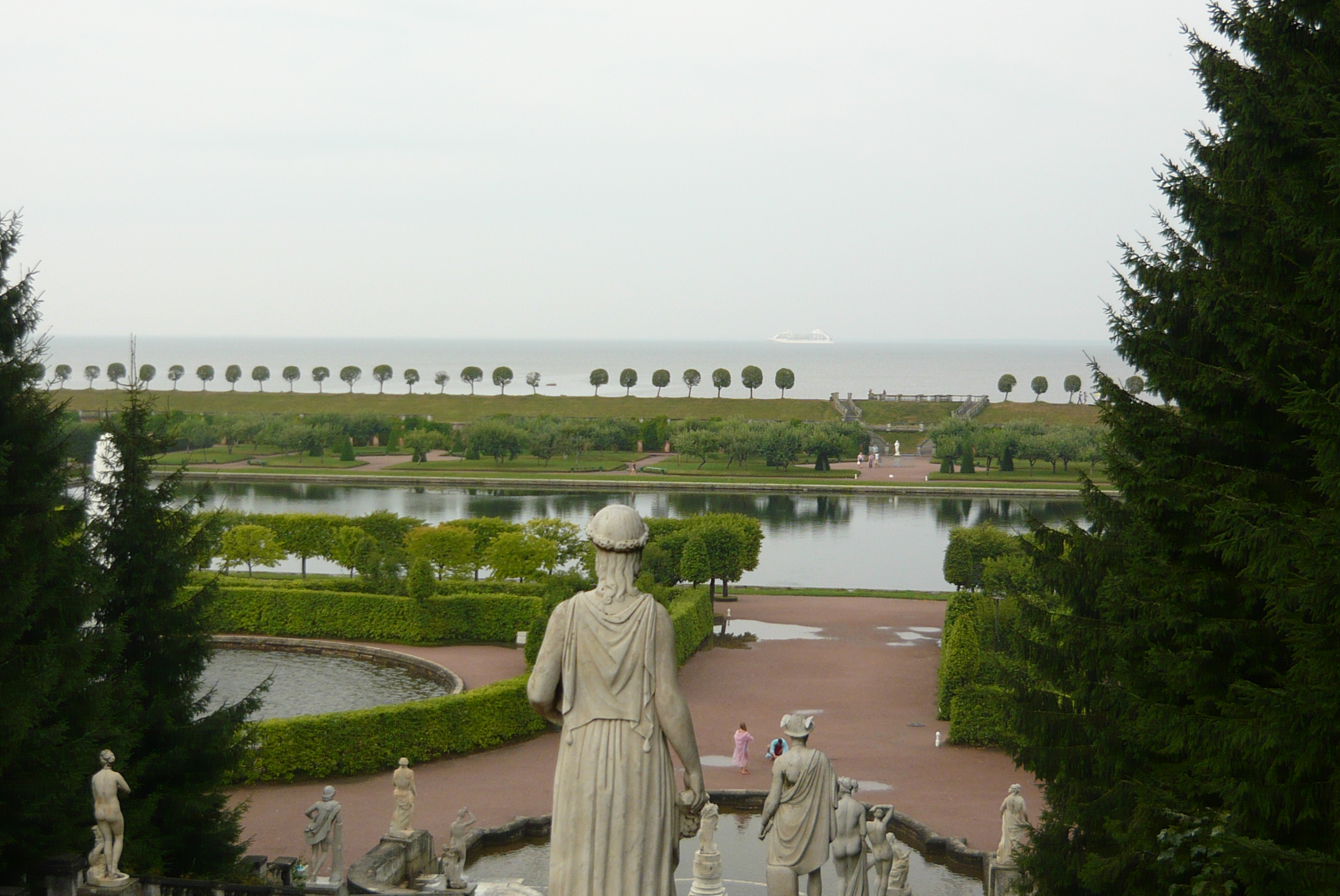

В період 1941—1944 років Петергофський палац був зруйнований артобстрілом і стояв без дахів. Лише в 1955 р. були відновлені тільки його фасади, вікна і дахи. Відновленню споруди передували обміри руїн, збори залишків декору, вивезення сміття і руїн, створення архітектурної моделі ансамблю.
Як відомо, барокове розпланування Верхнього саду було знищене наприкінці 18 століття в добу моди на пейзажні парки. Спроби відновити сад бароко були розпочаті лише в 1930-ті роки, але в перешкоді стала 2-га світова війна. За роки німецької окупації Верхній сад був повністю знищений, а його скульптури — пограбовані. Поруйнований Верхній сад був відновлений в стилі бароко в 1962—1972 роках за проєктом архітектора П. П. Ковалевського та інженерів зеленого будівництва К. Д. Агапової та Р. Ф. Контської.
Досить вдалою була реставрація західної частини Нижнього саду біля Марлінського каскаду і палацу Марлі. Тут був відновлений садок Венери, вал і мур, що захищав ділянку від вологи і холодних вітрів з Балтики (проєкт В. С. Баніге, К. Д. Агапової, Л. В. Гарагашьян, М. Н. Мікішатьєва). В 1973—1975 рр. земляний вал розчистили від хащів, повернули йому правильну, геометричну форму. Реставрували підпірний мур, відновили карниз, створили сходи по середині валу і в його кінцівках. До 1978 року відновили і рослинність з урахуванням стародавніх начерків і планів початку 18 ст.
Реставрований садово-парковий ансамбль — міг стати конгломератом порожніх музейних споруд, з яких остаточно виштовхнули життя. Тому започаткували відновлення історичних інтер'єрів на добу початку і середини 18 століття. В Великому Петергофському палаці відновили Кабінет Петра I, Тронну залу Катерини II, реставрували зали Монплезіра, палацу Марлі. На колишні місця повернули ті меблі, гобелени і речі, які встигли евакуювати. В Петергофі реставрували не тільки розкішні інтер'єри, а зробили спробу відновити дух імператорської резиденції. Звідси розташування в саду скульптури «Петро І з королем Франції Луї XV дитиною на руках» (скульптор Бернштам, 1890 р.), портрети імператриць в музейних залах. Нова влада Росії поспішає продемонструвати власну державницьку спадковість від власних структур колишньої Російської імперії.
Музейний комплекс має кошти і активно купує речі музейного значення для власних збірок. Серед повоєнних надходжень — французька і німецька порцеляна, вироби художнього скла, антикварні меблі. Серед екзотичних речей 18 століття — голландські мозаїчні панно, створені з дрібних мушлей тропічних морів. Надходження з-за кордону комплексу художніх і меморіальних речей родини Бенуа обумовило створення Музею родини Бенуа в залах Фрейлінського корпусу. В ведення Петергоського музею передано і палацово-парковий ансамбль 18 століття Оранієнбаум.

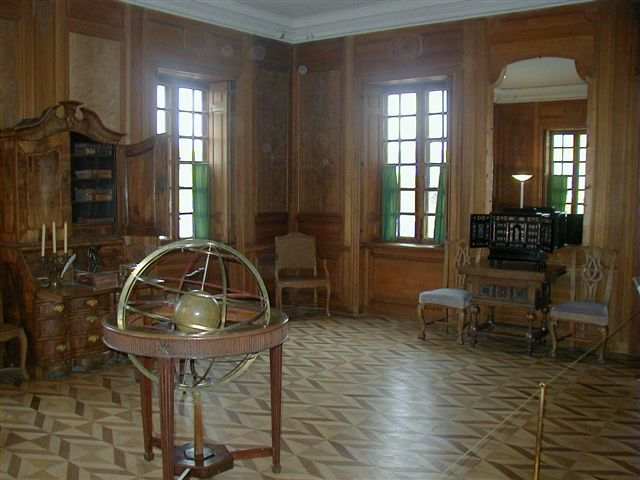
Кабінет Петра І.
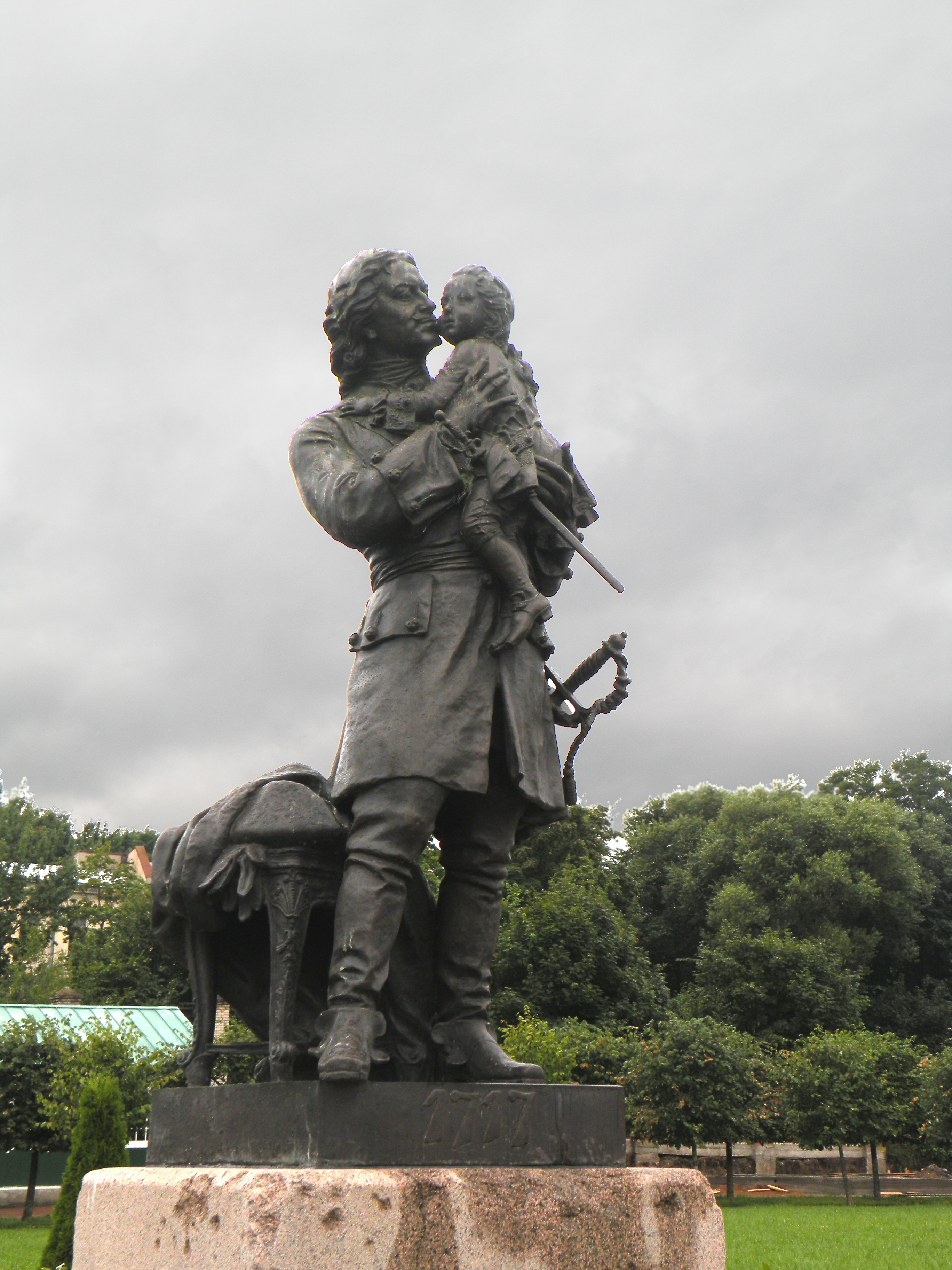
Ск. Бернштам. «Петро І з королем Франції Луї XV дитиною на руках», 1890 р.
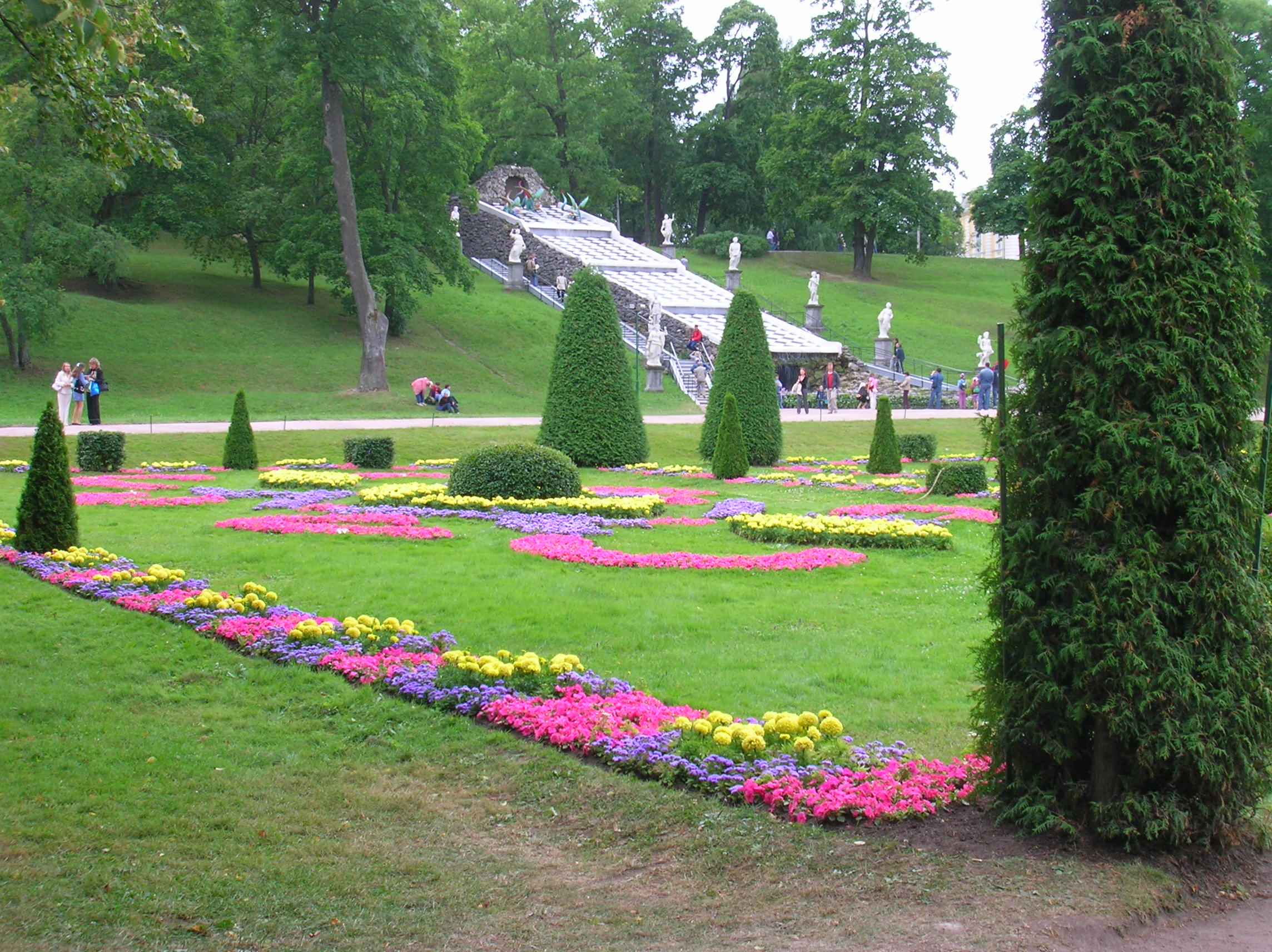
Квітник біля Каскаду драконів
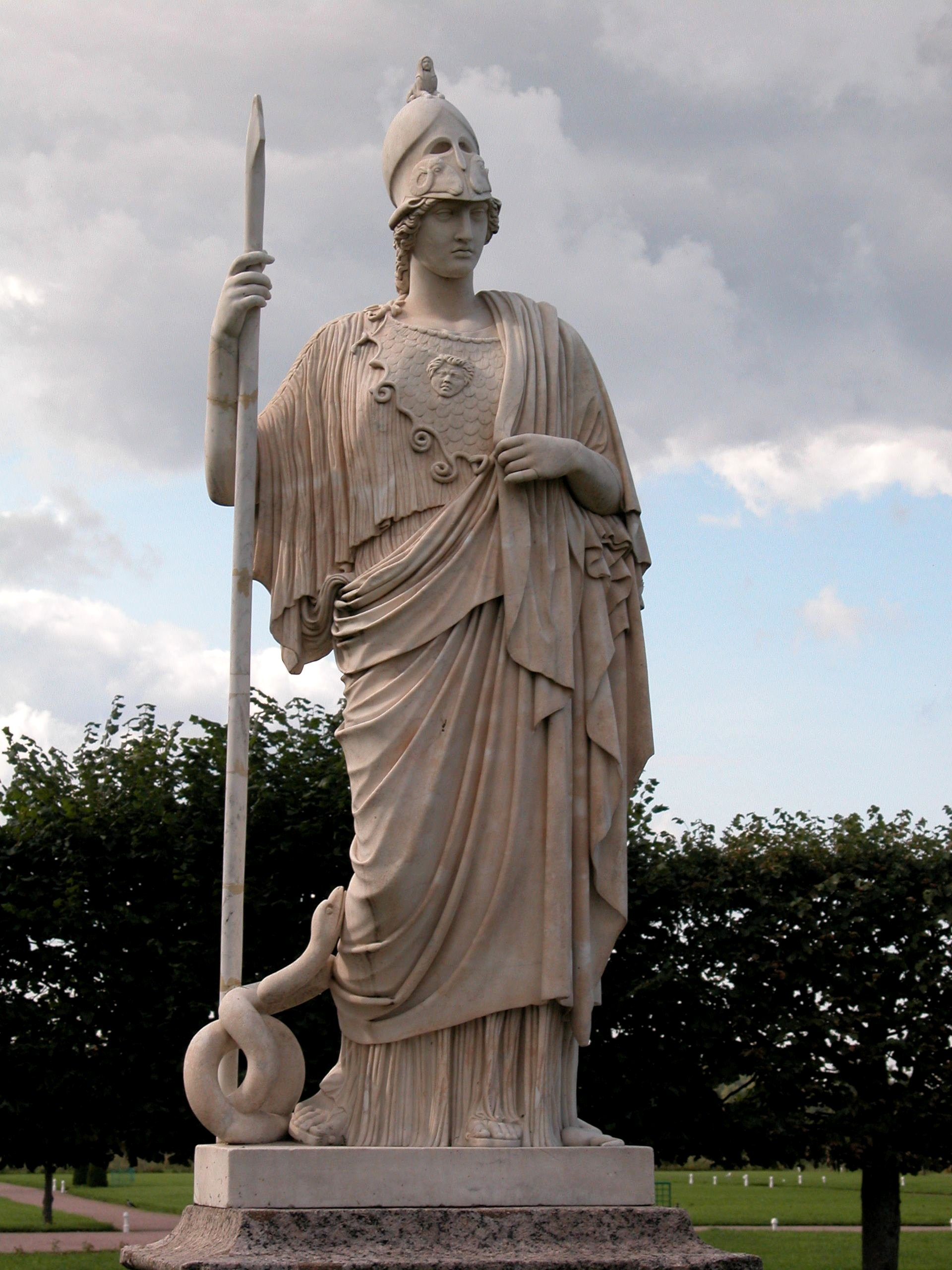
Афіна Джустініані.
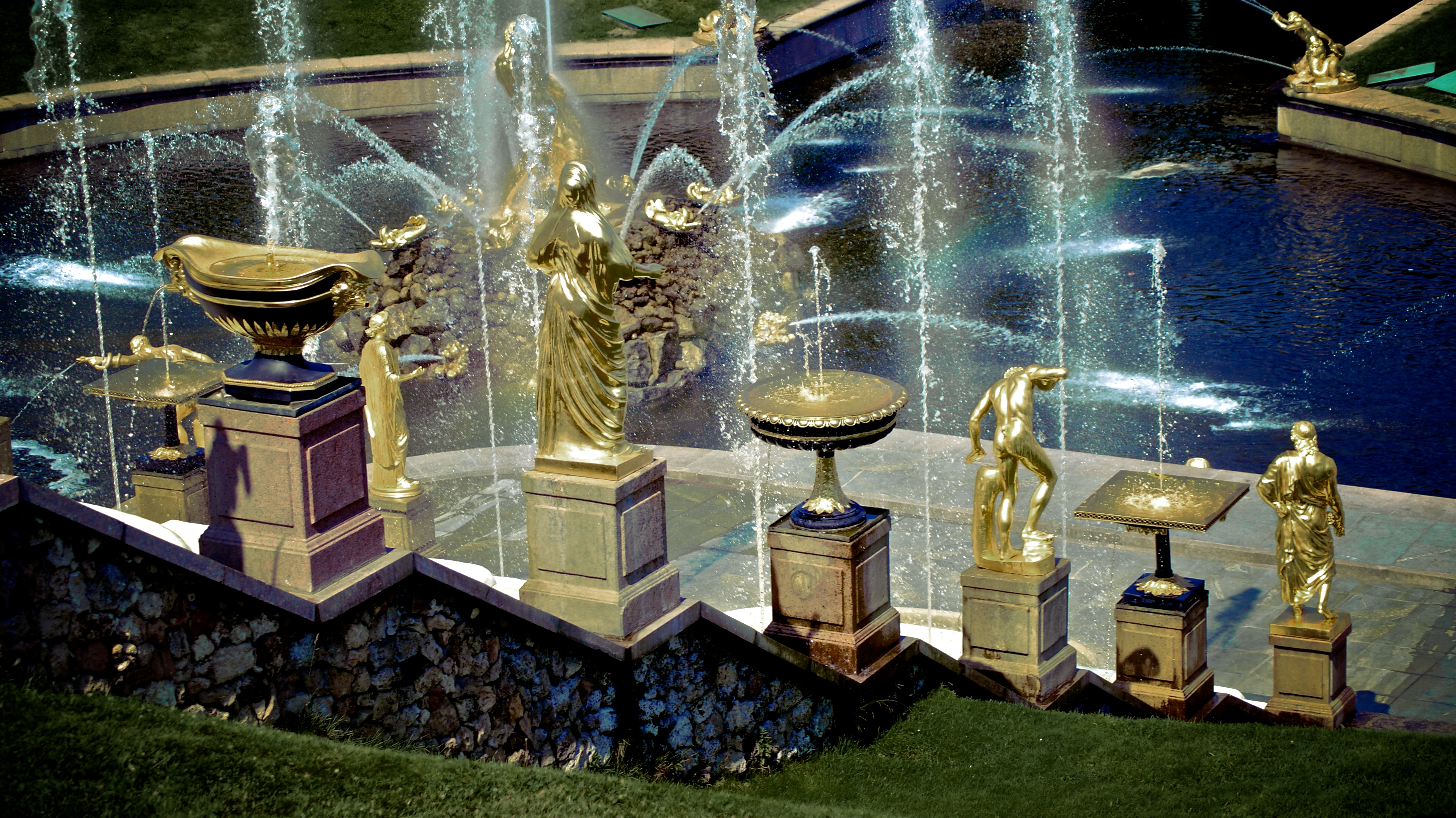
Вази Великого каскаду
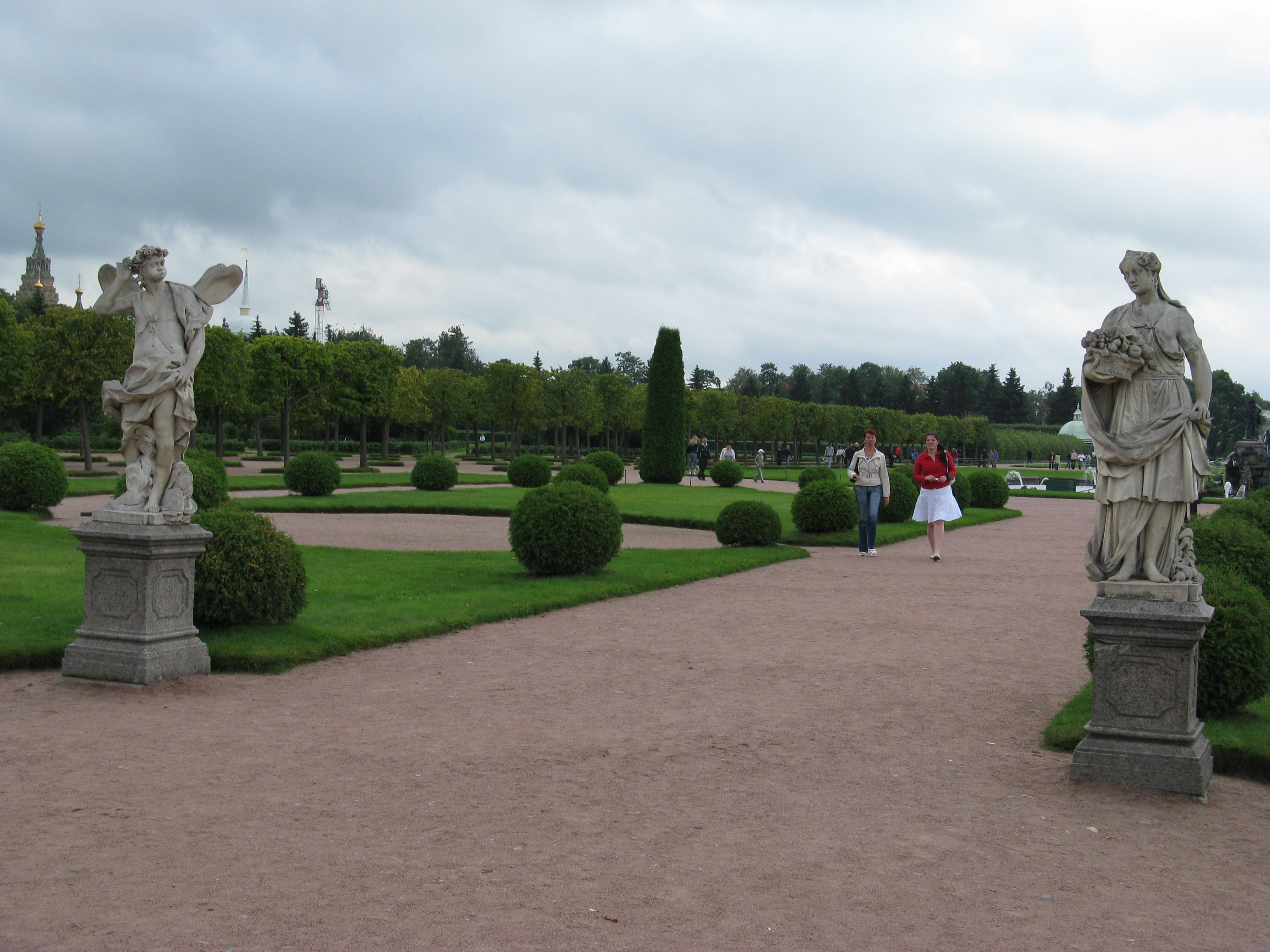
Скульптури Антоніо Бонацца
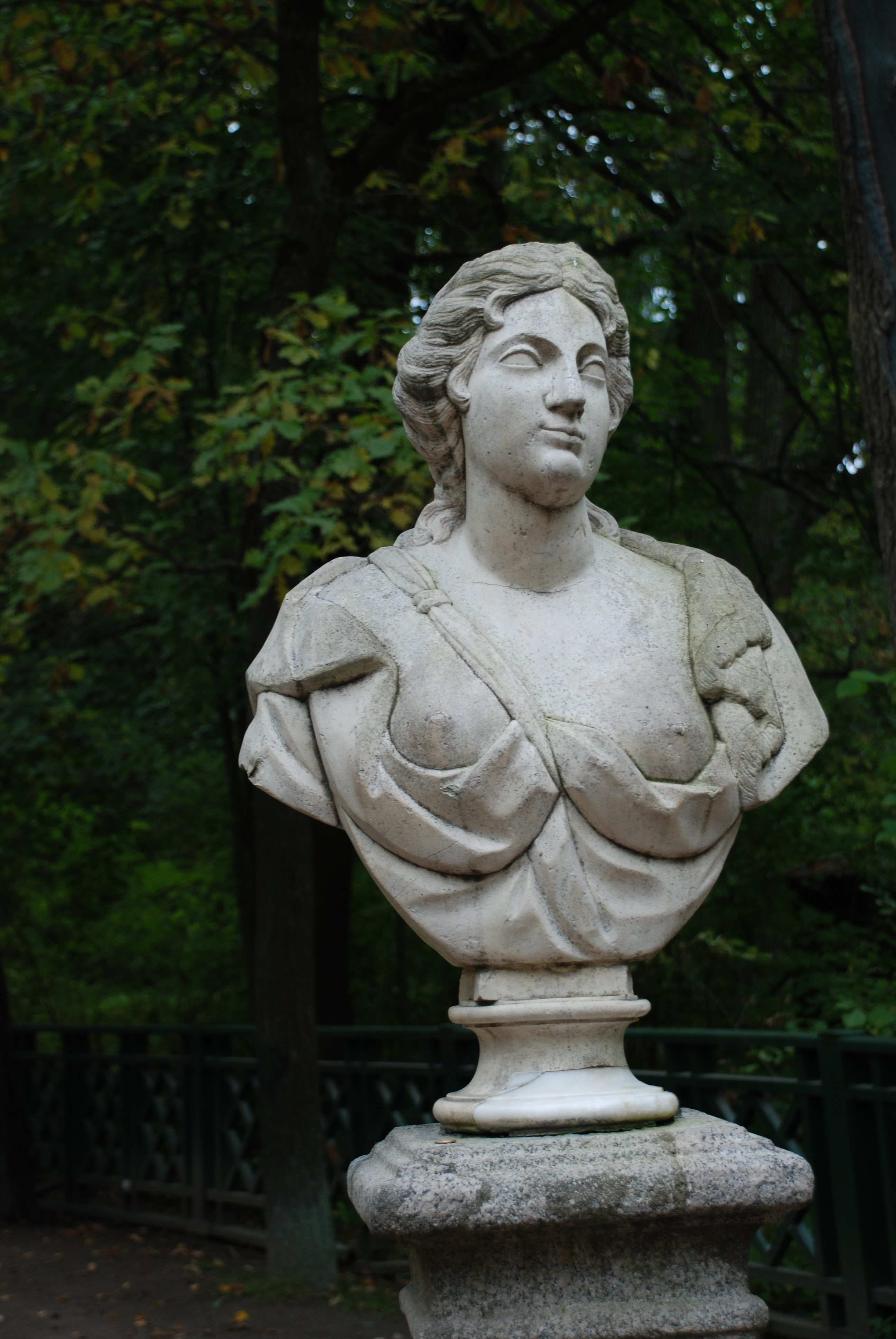
Погруддя Психеї, 18 ст.
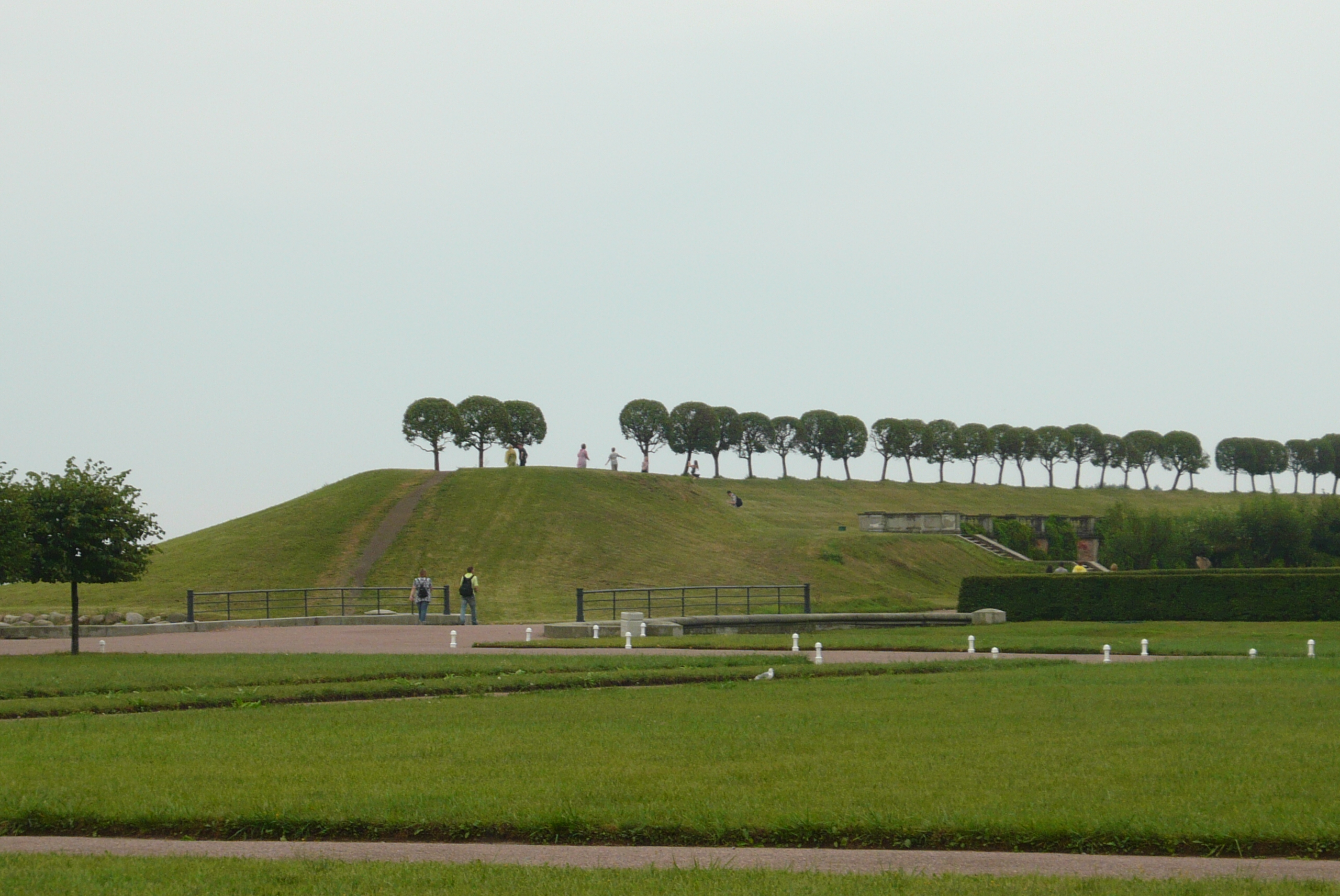
Відновлені і реставровані земляний вал і мур
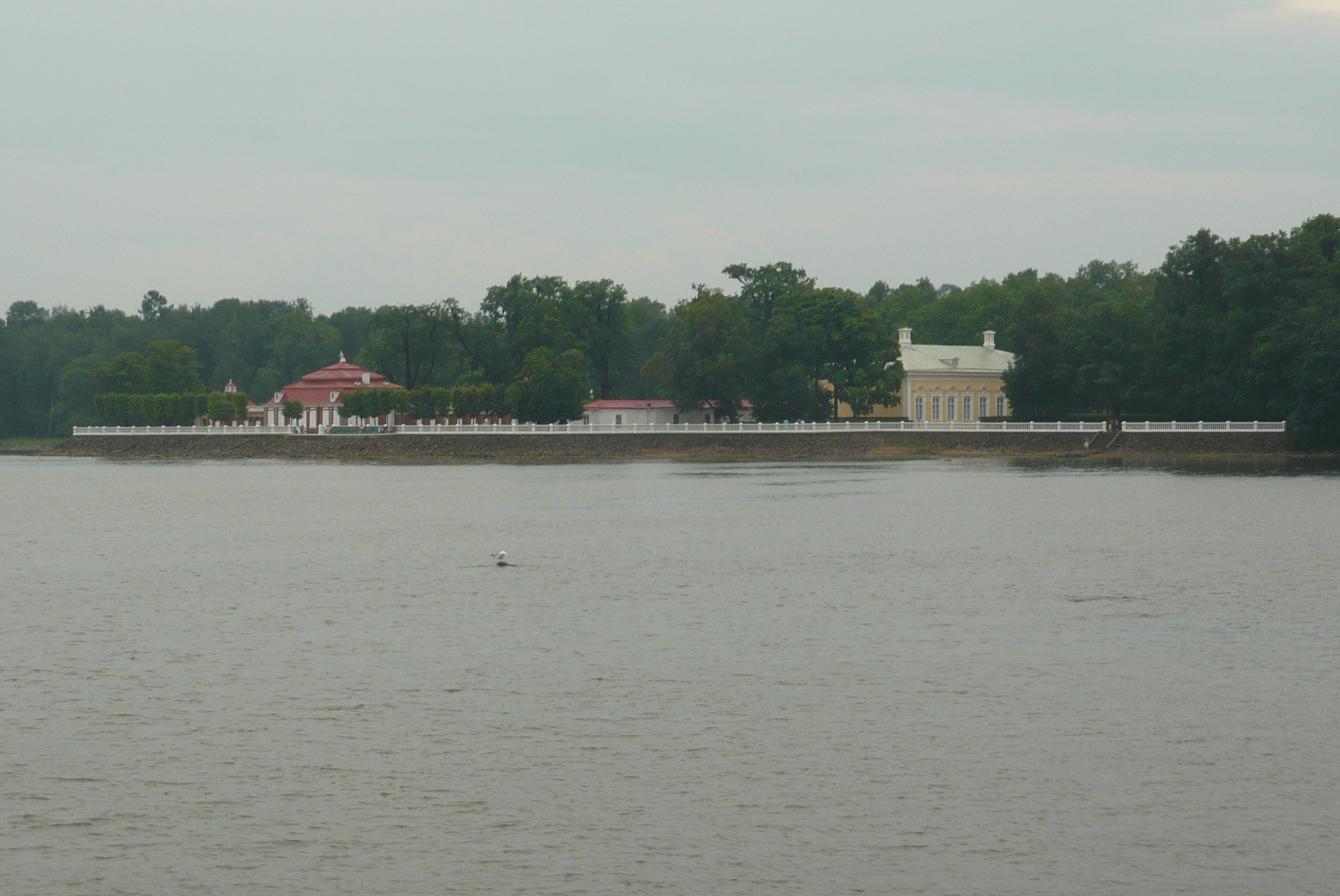
Відновлені і реставровані Монплезір і Катериниський корпус, вигляд з моря
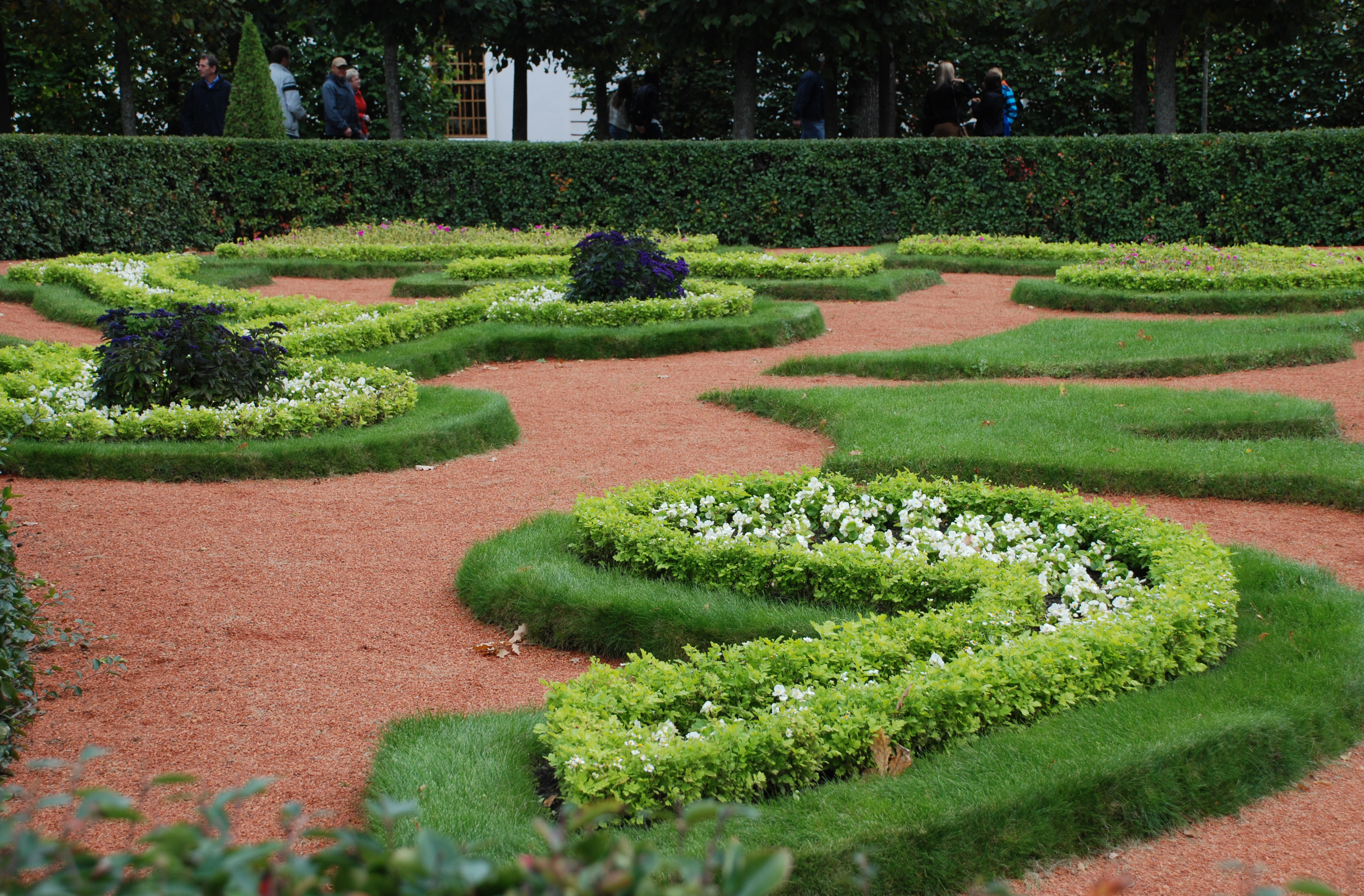
Відновлений і реставрований квітник Монплезіра
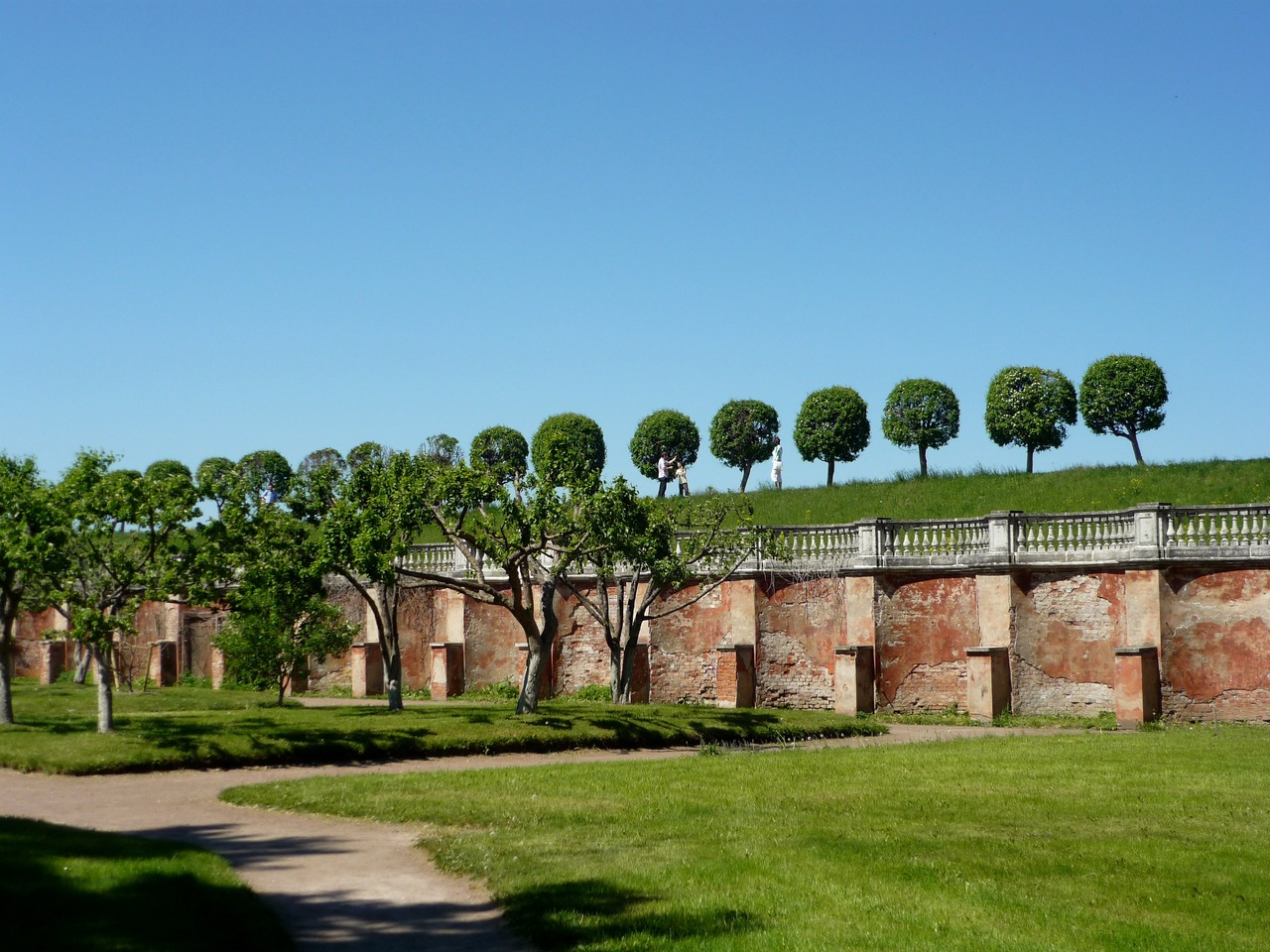
Реставрований земляний вал і мур
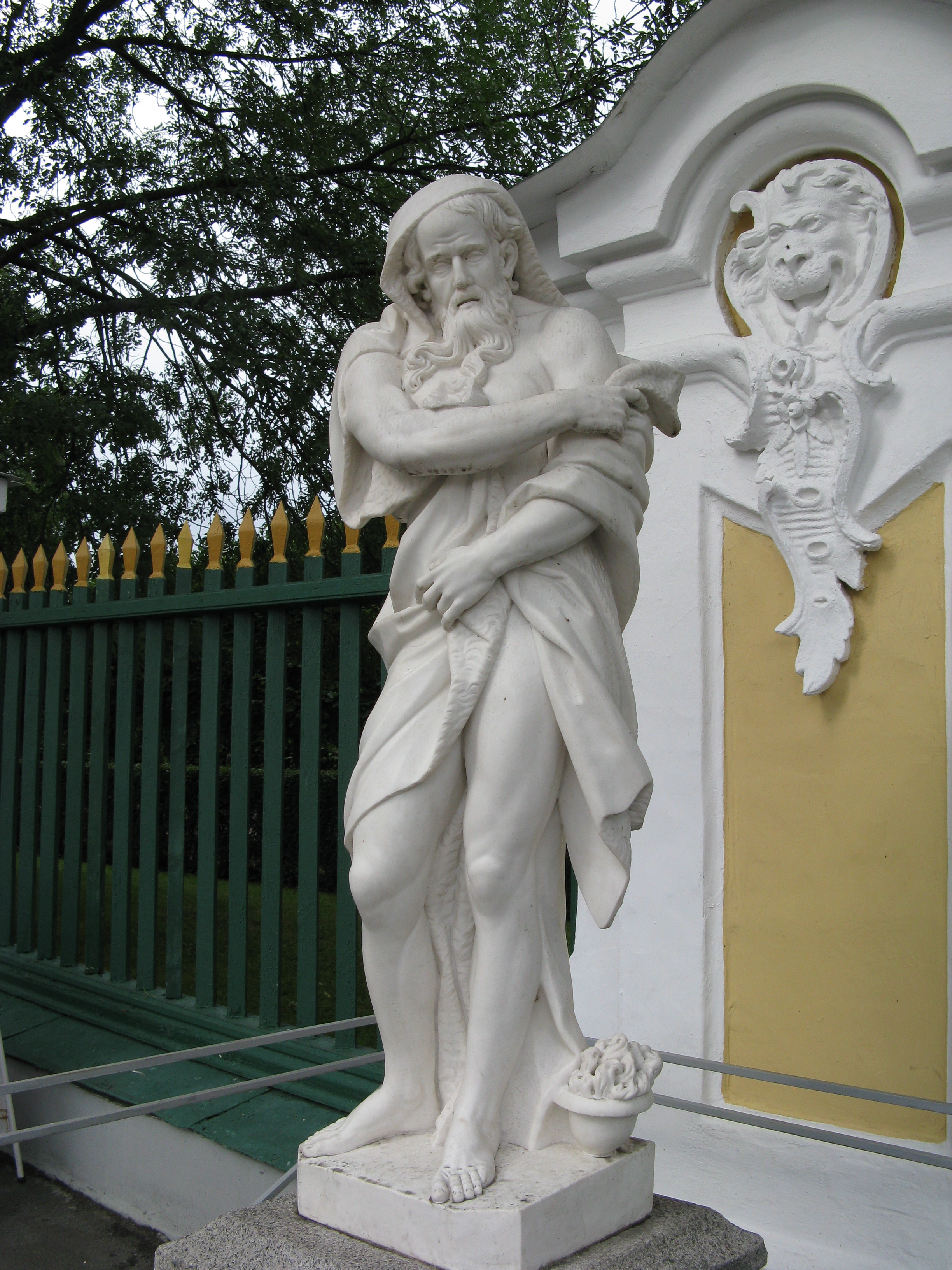
Алегорія Зими

## Самсон, що роздирає пащу лева

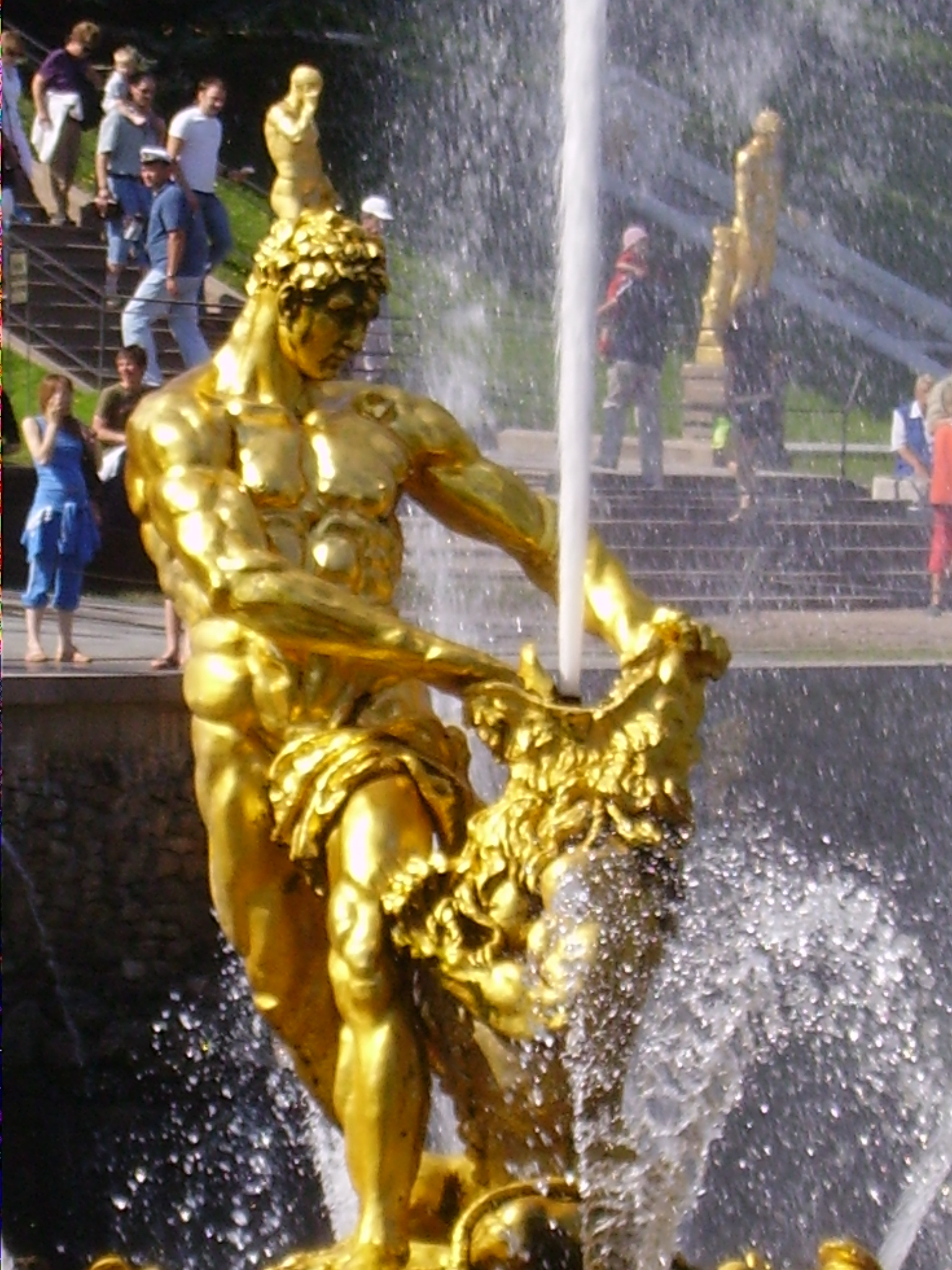

Нинішня декоративна скульптура в Петергофі, що виставлена в садах і фонтанах, не належить до видатних зразків. Але є виняток — і це «Самсон, що роздирає пащу лева». Коли Морський канал по смерті Петра І втратив судноплавну функцію, широкий гаванець (Ковш) у підніжжя Великого каскаду задумали використати для нового фонтану. Ним став «Самсон». За основу взяли алегоричну фігуру гравюри І. Зубова з зображенням Полтавського розгрому армії шведського короля Карла XII і українського війська гетьмана Івана Мазепи. Головна подія Полтавської битви відбулася в день Св. Сампсонія Милостинця 27 червня 1709 року. На аркуші — алегоричне зображення Самсона, що розриває пащу лева. В Самсоні вбачали алегорію зміцнілого Московського царства, що перемогло тодішню Шведську імперію, в гербі якої — Лев.
Скульптурну групу Самсона замовили скульптору Карло Бартоломео Растреллі, яку виготовили 1735 р. зі свинцю. В гаванці спорудили постамент, під який підвели дерев'яний водогін. Найбільший струмінь бив з пащі лева, менші — з ротів восьми бічних дельфінів. Наприкінці 18 століття започаткували повну заміну поруйнованих часом і вологою свинцевих скульптур Великого каскаду і Самсона. Аби спростити завдання, використали античні копії відомих скульптур Петербурзької академії мистецтв з додатками декількох авторських та декоративних ваз. До відновлення скульптур в бронзі залучили всіх скульпторів доби класицизму, серед яких були — Шубін Федот Іванович, Мартос Іван Петрович, І. П. Прокофьєв, Ф. Ф. Щедрін, Ж. Д. Рашетт. Відливання бронзових замінників розтяглося до 1806 року. Головну скульптурну групу доручили виконати Козловському Михайлу Івановичу. Він відтворив рішення, запропоноване ще скульптором Карло Бартоломео. До 1941 року на Великому каскаді столяло — 15 скульптур оригіналів скульпторів доби класицизму, 22 скульптурні копії з античних зразків, 20 бронзових декоративних чаш і ваз.
Частку скульптур вдалося сховати до прибуття фашистів, але на місцях залишили скульптури Тритонів, алегоричні фігури річок «Волхов» і «Нева», барельєфи, герми, бюсти і велетенську групу «Самсон, що роздирає пащу лева». Всі вони були демонтовані інженерами і вояками нацистської Німеччини і зникли.
В повоєнний період на Великий каскад вдалося повернути частку збережених скульптур і вази, два мармурові погруддя «Зима» та «Весна», повернуті з Німеччини. Самсон — зник безслідно. Було прийняте рішення відновити скульптурну групу наново на основі обмірів, фотознімків і іконографічних матеріалів. Відновлену групу виконав скульптор В. Л. Симонов з Михайловим М. В., яку відливали з бронзи на ленінградському заводі «Монументскульптура». Перевезення відновленого «Самсона» вулицями Ленінграда перетворилося на справжню тріумфальну ходу народу, що витримав нелюдські іспити війни і політичного режиму. На новому етапі відновлений «Самсон» ставав ще одним уособленням перемоги в війні, уособленням здатності народу до відновлень і надій, які зникають останніми.

## Джерела

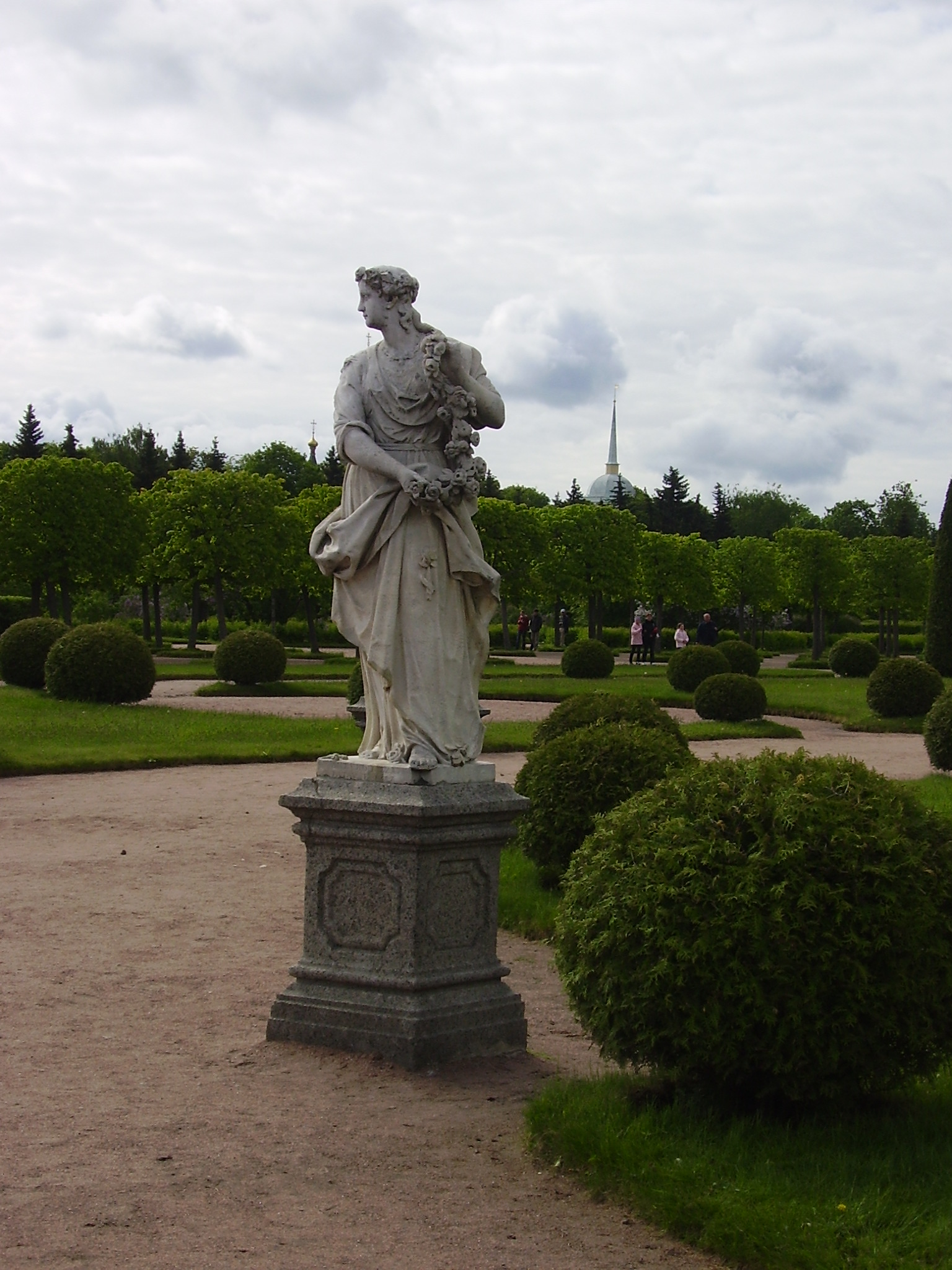
Богиня рослин Флора, мармур.